# 富士電視台
株式會社富士電視（日语：／ Kabushiki kaisha Fuji Terebijon ?），通稱富士電視台（フジテレビ），簡稱「CX」（源自其識別呼號JOCX-DTV），為日本一家以關東地方為主要播放區域的無線電視台，是富士新聞網（FNN，提供新聞節目）及富士電視網（FNS，提供新聞以外的節目）兩家電視聯播網的核心局。開播於1959年3月1日，為各核心局中第四家開播的電視台，遙控器號碼自開播以來一直是第8頻道。其為日本傳媒巨頭富士產經集團的主要成員之一，該集團下屬的廣播控股公司富士媒體控股除了擁有富士電視台之外，還擁有四個衛星電視頻道（BS富士，以及富士電視台ONE、富士電視台TWO、富士電視台NEXT）。
富士電視台在開播初期，收視率長期位居東京各台中游。1980年代初期，富士電視台收視率大幅上升，在1982年登上核心局收視率「三冠王」，並製作了眾多著名的電視劇及綜藝節目。1997年，富士電視台自新宿區河田町搬遷至東京臨海副都心的台場，帶動了當時幾乎是空地的台場地區的開發。2010年代之後，富士電視台的收視率出現急劇下降，現在家庭收視率位居東京各台第五位。但另一方面，富士電視台亦是日本電視業界中經營較為多樣化，主業外部門收入佔比較高的電視台。此外，富士電視台還是日本第一家播出電視動畫的電視台:20。

## 標誌
富士電視台的第一代商標由龜倉雄策設計，其設計概念來自於富士電視台的頻道號碼『8』，通稱為「8標誌」（8マーク）:64。在富士電視台啟用「眼球標誌」（後述）作為商標之後，8標誌並未完全退出使用。例如FCG大樓的入口處就有8標誌的雕塑；綜藝特別節目《演藝大滿貫》的節目標誌也使用了8標誌。
1985年4月，時任富士產經集團議長鹿內春雄為加強集團團結，決定制定新的集團統一商標:213。1985年5月2日，在9個候選標誌中，富士產經集團決定選擇插畫家吉田勝設計的「眼球標誌」（目玉マーク）為集團商標:213。該標誌使用利奎特克斯顏料直接製作。1986年4月1日開始，眼球標誌正式成為包括富士電視台在內的富士產經集團下屬各公司的標誌:213。富士產經集團同時還決定採用馬場雄二提案的字體作為富士電視台的商標字體:213。為提高這一標誌的認知度，富士產經集團耗資相當40億日元的廣告費，播出了多達3,000次電視廣告:213。

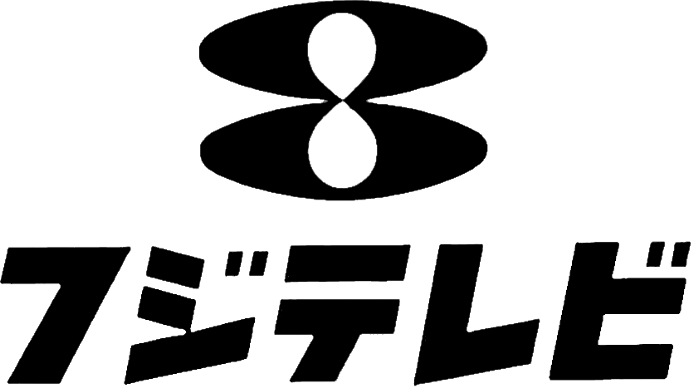
富士電視台第一代商標「8標誌」，使用於1959年至1986年3月31日
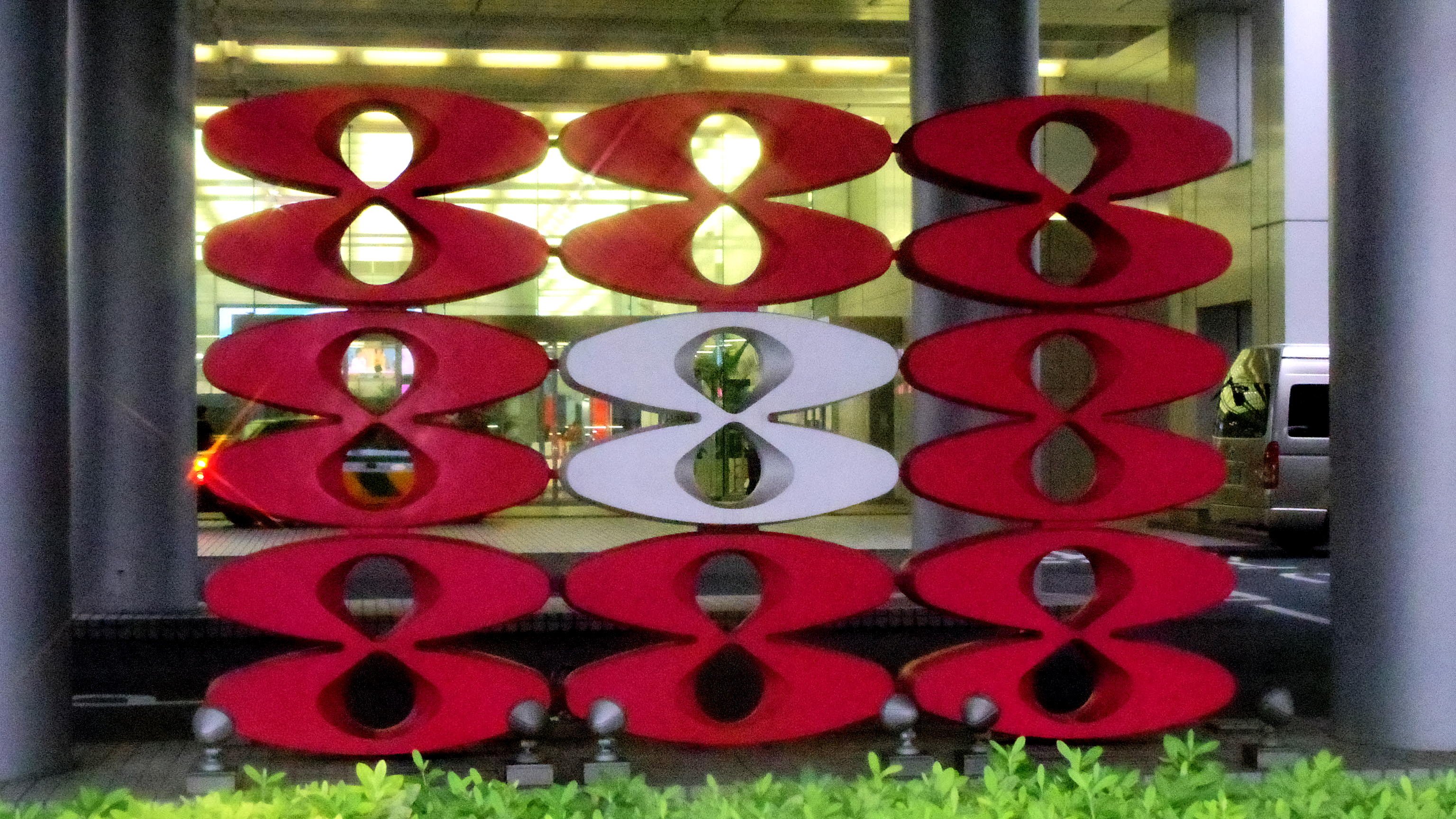
FCG大樓入口處的「8標誌」雕塑
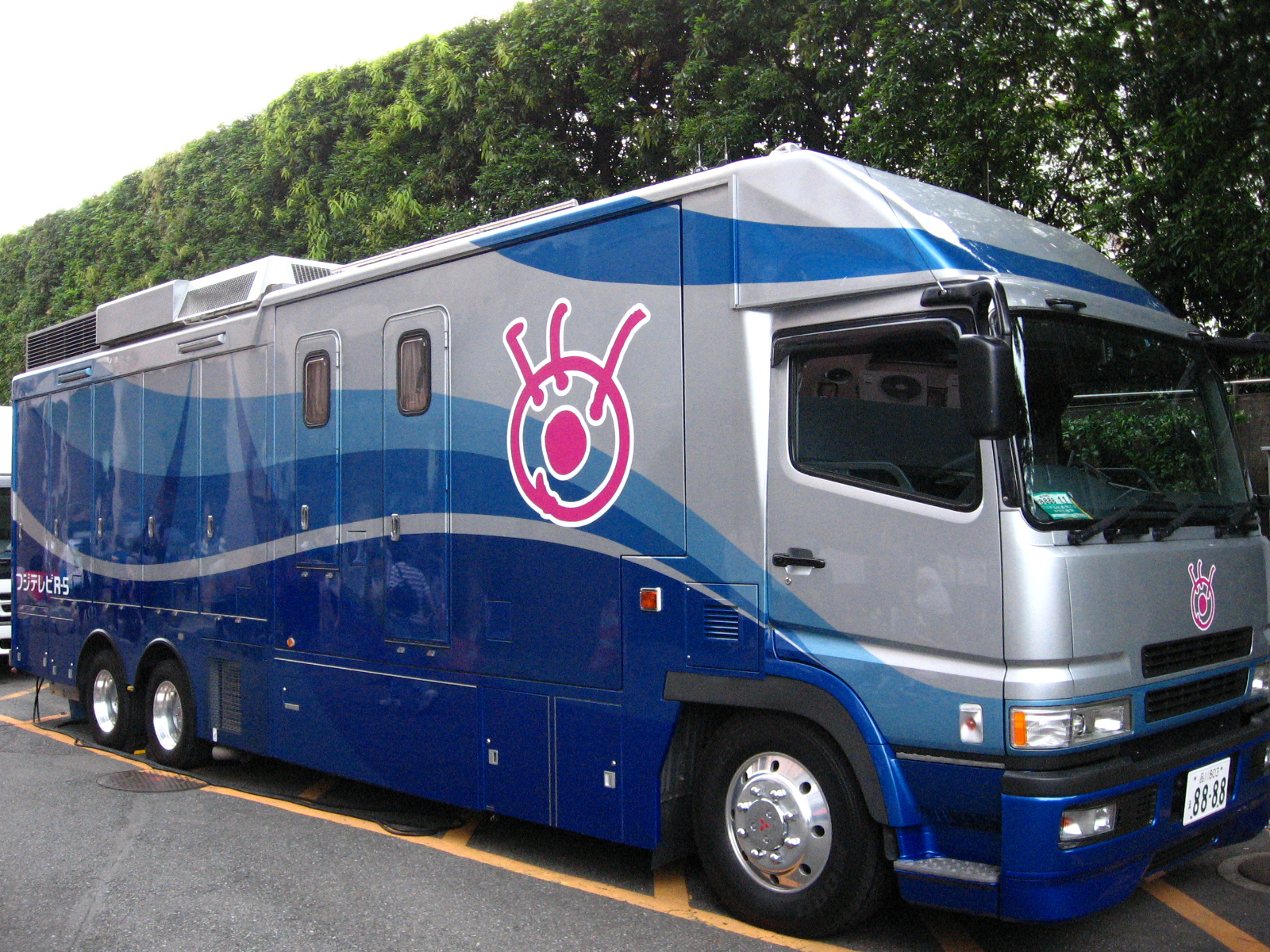
繪有「眼球標誌」的富士電視台轉播車

## 歷史

### 開台初期

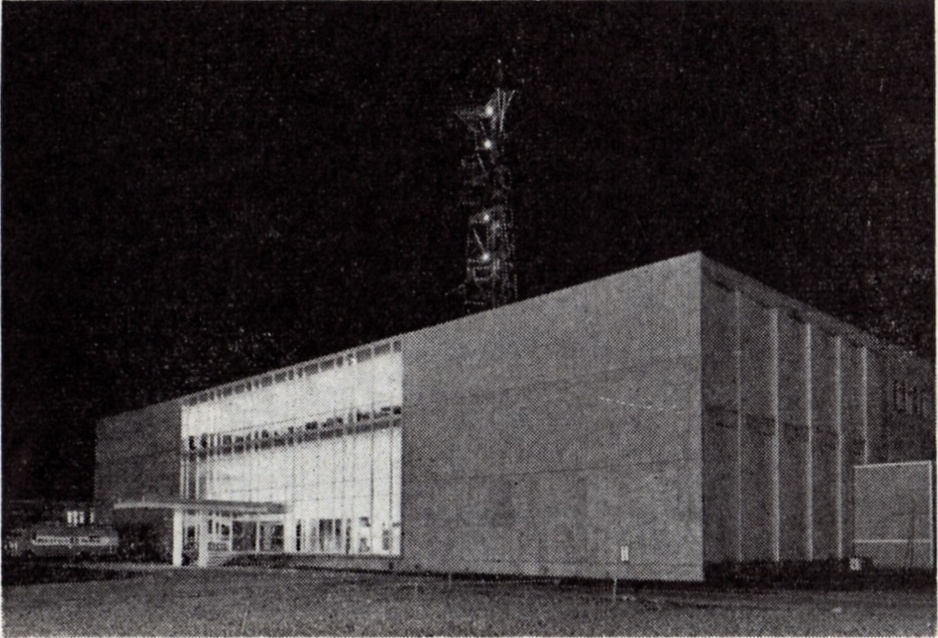
1961年時的富士電視台河田町總部

1957年，郵政省發布《電視廣播用頻率分配計劃基本方針》，計劃在東京橫濱地區新設三個電視頻道，其中只有一個是民營綜合電視台，另外兩個則是教育電視台:12-13:14。圍繞僅有的民營綜合電視台名額，廣播、電影等各界展開了激烈的爭奪，其中也包括當時東京的兩家民營電台文化放送及日本放送:13。在文化放送社長水野成夫的協調下，文化放送和日本放送同意統合兩者的申請，以「中央電視台」（中央テレビジョン）的名義申請綜合電視台播出執照:14。其後中央電視台又和東寶的「東洋電視台」（東洋テレビジョン放送）、松竹的「藝術電視台」（芸術テレビジョン放送）統合，改名富士電視台（富士テレビジョン）進行申請:15。1957年7月8日，富士電視台獲得播出執照:15。在獲得播出執照後，富士電視台即開始進行播出準備，並在新宿區河田町購買近2公頃的土地，用於建設總部大廈:17，同時在有樂町的糖業會館進行開播準備（該大樓也是日本放送總部所在地）:18。1958年11月28日，由於漢字「富士」筆劃數較多，在電視屏幕上不易顯示，因此富士電視台決定將公司名稱從漢字改為片假名:20。
1959年1月10日，富士電視台開始進行試播:20。同年2月28日，富士電視台舉辦了開播前夜祭，並將其作為試播節目進行現場直播:21。翌日的3月1日，富士電視台正式開播:31。開播一個月後的4月10日，富士電視台參與轉播了皇太子明仁（現上皇）與正田美智子的婚禮，並播出長達15小時41分的特別節目:27。這次婚禮亦是電視機在日本開始進入普及階段的重要契機:27。在開播之初，由於大多數舊式電視機只能接收到6頻道為止的頻道，無法收看富士電視台，成為富士電視台的軟肋:21。為此富士電視台積極和家電企業交涉，使得頻道接收器得以大量生產:21。在開播一年之後，富士電視台的收視率已和率先開播的日本電視台及東京電台電視台（現TBS電視台）並駕齊驅:37。1961年，富士電視台廢除14時至17點40分的停播時段，將播出時間延長為早晨6時30分至夜間23點40分，成為日本第一個除深夜時段外實現全天播出的電視台:43。富士電視台在1964年還積極參加了東京奧運會的轉播:63。由於富士電視台在成立時期有著強烈的財界色彩，因此曾長期沒有工會:77。直到1966年，富士電視台才成立了工會，並提出廢除女性25歲退休制度等要求:77。但直到1972年，富士電視台才實現男女同為55歲退休:121。
1959年6月23日，富士電視台和關西電視台、東海電視台、九州朝日放送簽訂了節目交流協定書，此為富士電視台開始構築自家聯播網之始:7。1966年，富士新聞網（FNN）正式成立，當時有6個加盟電視台:9。1969年4月1日，日本各地開播了大量UHF電視台，其中有8家是FNN的加盟電視台:9。同一年富士電視網（FNS）亦正式成立，並在1969年底將加盟台增加到21台:9。除了日本國內之外，富士電視台亦積極擴大國際合作，在1960年和美國國家廣播公司（NBC）簽訂合作協議:47；並在1961年和日立製作所、NEC、東芝共同參與了臺灣第一家電視台臺灣電視公司（台視）的開播工作，至2006年黨政軍退出媒體政策要求外資撤出之前是台視主要股東之一。1963年，富士電視台實現首次跨洋衛星直播，播出的第一個衛星節目是約翰·甘迺迪暗殺特別節目:57。在1967年，富士電視台開設了其第一個海外據點紐約支局:87。

### 進入彩色電視時代

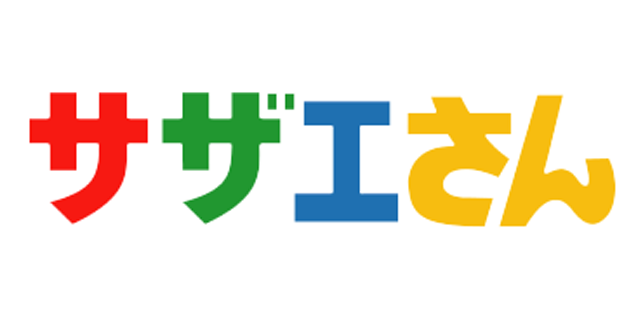
自1969年開始播出的《海螺小姐》是日本的國民級動畫

1964年9月，富士電視台首次播出彩色電視節目，第一個彩色節目是英國ITC娛樂製作的《霹靂艇》:63。1967年2月11日，富士電視台播出了第一部在自公司攝影棚製作的彩色節目《猜對吧！》:81。這一年隨著第7攝影棚實現彩色化，富士電視台的彩色節目開始大幅增加，《明星一千零一夜》、《MUSIC FAIR》等招牌節目亦開始進行彩色播出:80。1968年，富士電視台又播出了第一部彩色連續劇《良緣奇緣》:81。富士電視台在1969年彩色轉播了阿波羅11號登月的瞬間，並為此累計播出了長達23小時20分的特別節目:100。1970年，富士電視台的新聞攝影棚亦實現彩色化:83。富士電視台的技術創新在1970年代亦擴展至其他領域。1978年10月，富士電視台實現立體聲播出:159。
1968年1月，富士電視台、產經新聞社、日本放送、文化放送四家公司及其相關子公司正式成立富士產經集團，加強集團內各公司之間的合作，而富士電視台也成為集團內的核心企業之一:95。1969年，富士電視台迎來開播10週年紀念。為此富士電視台在這一年的2月24日至3月2日播出了一系列特別節目，並在這一週獲得了收視率第一:99。富士電視台的聯播網也在1960年代持續擴大。1970年4月，FNS的加盟台達27台，成為日本最大民營電視網之一:109。同時為了削減節目製作費用和應對工會日漸強大，富士電視台在1970年9月決定了「製播分離」的方針，將節目製作部門轉移至下屬的多個製作公司:115。然而這一措施並未帶來收視率上的成功，以至於富士電視台在1980年廢除了這一體制:153。
在1970年代前期之前，除了最晚轉換為綜合電視台的東京12頻道之外，當時收視率格局被形容為三強（TBS、日本電視台、富士電視台）一弱（NET電視台）:153。但在1970年代中期之後，隨著TBS和日本電視台的收視率上升，富士電視台陷入收視率低迷，電視業界競爭格局也變為兩強（TBS、日本電視台）兩弱（富士電視台、NET電視台）:153。為此富士電視台在1970年代後期進行了徹底的經費削減:154。另一方面，除了電視主業之外，富士電視台的經營在這一時期開始多樣化，涉足領域逐漸增加。1974年，作為開播50週年紀念活動的一部分，富士電視台成為蒙娜麗莎日本展的主辦單位之一，吸引了超過150萬人參觀:135。

### 收視率三冠王

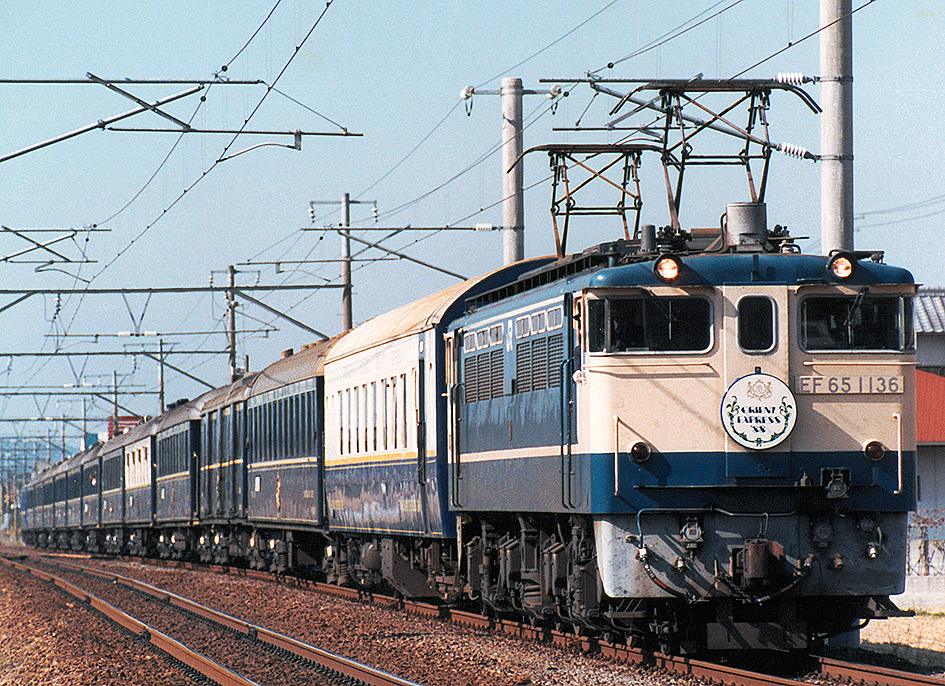
為紀念開台30週年，富士電視台在1988年引進東方快車駛入日本

富士產經集團第一任議長鹿內信隆長子鹿內春雄在1980年就任富士電視台副社長時，富士電視台仍處在1970年代中期以來的收視低迷期:172。鹿內春雄在富士電視台內進行了一系列大規模改革，其中核心內容之一是新設製作局，以強化節目製作能力:172。鹿內春雄還將富士電視台的宣傳口號從「母與子的富士電視台」（母とこどものフジテレビ）改為「不快樂就不是電視」（楽しくなければテレビじゃない），象徵富士電視台開始進行路線的大轉換:172。這一重視娛樂節目的路線亦被稱作「輕文化路線（軽チャー路線）」，引發兩極評價:43。1981年，富士電視台做出了停播開台以來持續播出的帶狀節目《明星一千零一夜》等重大調整，對晚間黃金時段的節目表進行大改編:156。這一改編很快獲得成效，1981年7月的第一週，富士電視台收視率超過TBS，獲得三冠王:175。1981年10月，富士電視台更更換了黃金時段的32個節目中的20個節目:179。同年11月，富士電視台第一次獲得當月收視三冠王:181。1982年，富士電視台第一次獲得核心局各台黃金時段收視第一，打破了TBS自1963年開始維持的記錄:156。高收視率亦帶動了富士電視台的廣告收入。1982年4月至9月，富士電視台營業收入登上核心局第一位:187，並在1983年第一次獲得核心局中全年營業收入首位:199。1985年，據Video Research的調查，富士電視台的品牌形象超過TBS，登上日本各電視台中首位，顯示富士電視台在收視、經營、品牌價值上均成為日本電視界龍頭:202。在技術方面，富士電視台自1987年開始研究高畫質電視技術，同樣是日本民營電視界的先驅:223。
1988年，鹿內春雄因急性肝功能不全逝世，鹿內信隆女婿鹿內宏明繼任富士電視台會長；富士電視台開台時就已入職的前編成局長日枝久就任社長:231。1991年，鹿內宏明決定將富士電視台總部從河田町搬遷至當時還幾乎是空地的御台場地區，以適應數位電視和衛星電視時代的設備需求:249。然而另一方面，鹿內宏明獨斷專行的作風引發內部不滿，加上鹿內宏明和日枝久兩者關係不睦，富士電視台管理層出現分裂:26-27。親日枝久派佔據多數的產經新聞社董事會在1992年7月21日發起動議，解除了鹿內宏明的產經新聞社會長職務。翌日鹿內宏明辭去日本放送、富士電視台、產經大樓的會長職務和富士產經集團議長一職，此後鹿內家族淡出了富士產經集團的經營:255:26-27。該事件亦成為2005年活力門試圖取得富士電視台經營權的遠因（後述）。但富士電視台在高層發生內鬥，且日本泡沫經濟崩潰這一不良的大環境下仍然維持了核心局營業額第一的地位:263。然而1994年，富士電視台收視率三冠王的地位被日本電視台取代:264。與此同時，富士電視台在經營方面加快了股票上市的準備，在1995年設立了員工持股會:276。

### 搬遷至台場之後

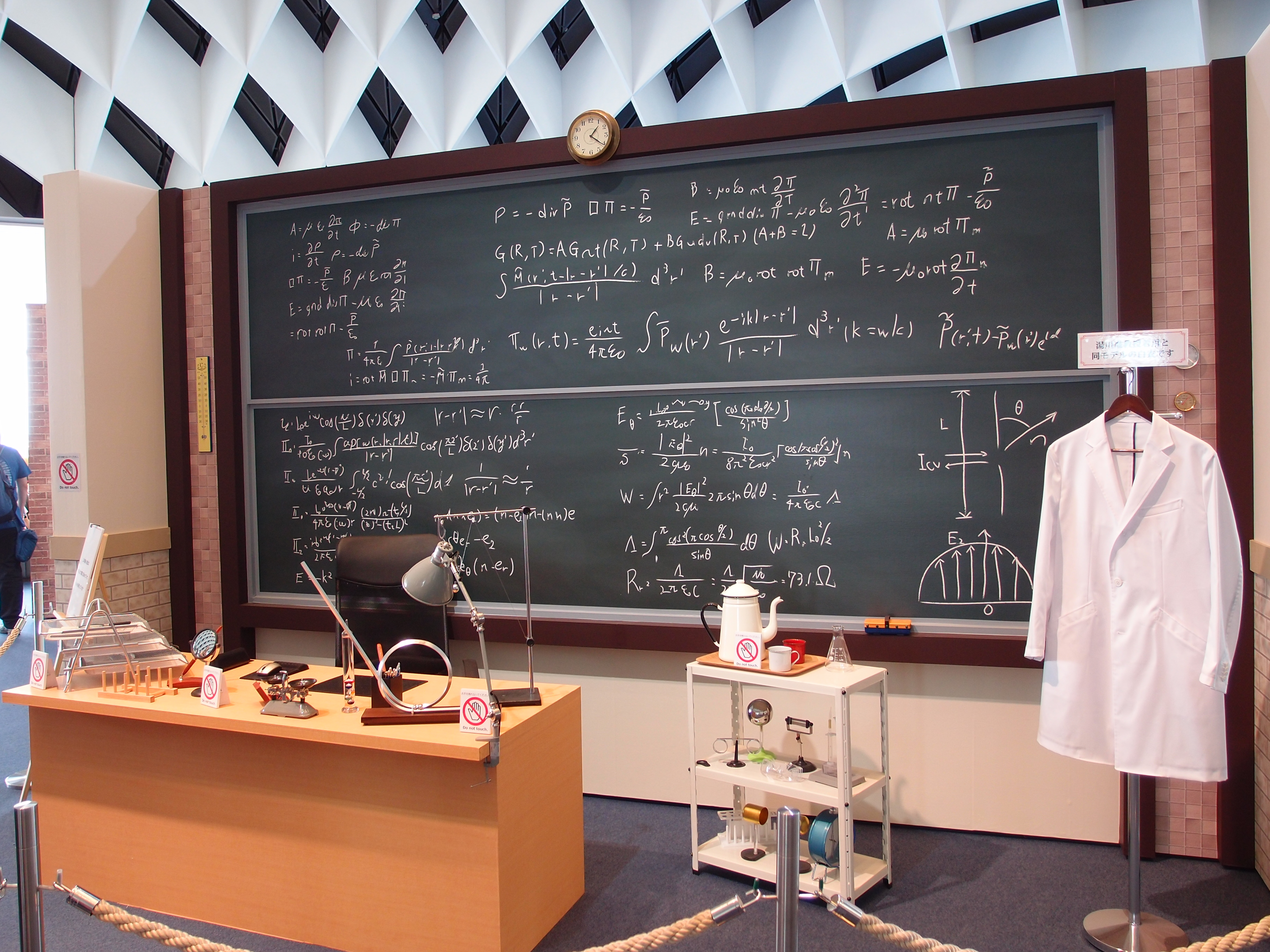
《神探伽利略》是取得高收視率的「月9」電視劇之一

1997年4月1日，富士電視台將總部從河田町搬遷至御台場的富士產經集團大樓（簡稱FCG大樓），並連續7晚播出特別節目，祝賀遷入新總部:288-289。這一年富士電視台的連續劇收視上佳，月9的《處女之路》、《一個屋簷下2》、《海灘男孩》、《戀愛世代》均取得20%以上的平均收視率:290。富士電視台還在這一年新設「週三劇場」，使週一至週四晚間均有連續劇播出:290-291。同年8月8日，富士電視台股票在東京證券交易所上市，成為繼日本電視台、TBS之後第三家股票上市的核心局，亦是時隔37年後再次有核心局股票上市:296。另外在這一年，隨著櫻桃電視台和高知SunSun電視台開播，富士電視台的聯播網亦宣告完成:297。1998年4月，富士電視台開設官方網站:302。
2000年，BS富士開始播出。加上1998年開播的CS頻道富士電視台721（現富士電視台ONE）及1999年開播的富士電視台739（現富士電視台TWO），富士電視台正式進入衛星電視領域，實現了多頻道格局:316。至2002年，收費頻道富士電視台721及富士電視台739的簽約人數已達100萬人:331。2003年12月1日，富士電視台開始播出數位電視訊號:340。翌年富士電視台時隔11年從日本電視台奪回收視率三冠王:348。但在收視率上升的同時，富士電視台與日本放送的母公司規模小於子公司的奇特局面（2003年時，日本放送持有富士電視台34.1%的股權）亦令富士電視台成為村上基金等證券投資基金收購股權的標的:340。2003年開始，富士電視台和證券投資基金展開了日本放送股權購買的競爭:340，並最終發展至2005年的活力門騷動（後述）。2008年，富士產經集團新設富士媒體控股，該公司也是日本第一個廣播控股公司，富士電視台成為該公司的全資子公司:376。同年為因應網路媒體的發展，富士電視台開設隨選視訊服務富士電視台On Demand（FOD）:377。2011年7月24日，富士電視台停止播出類比電視訊號

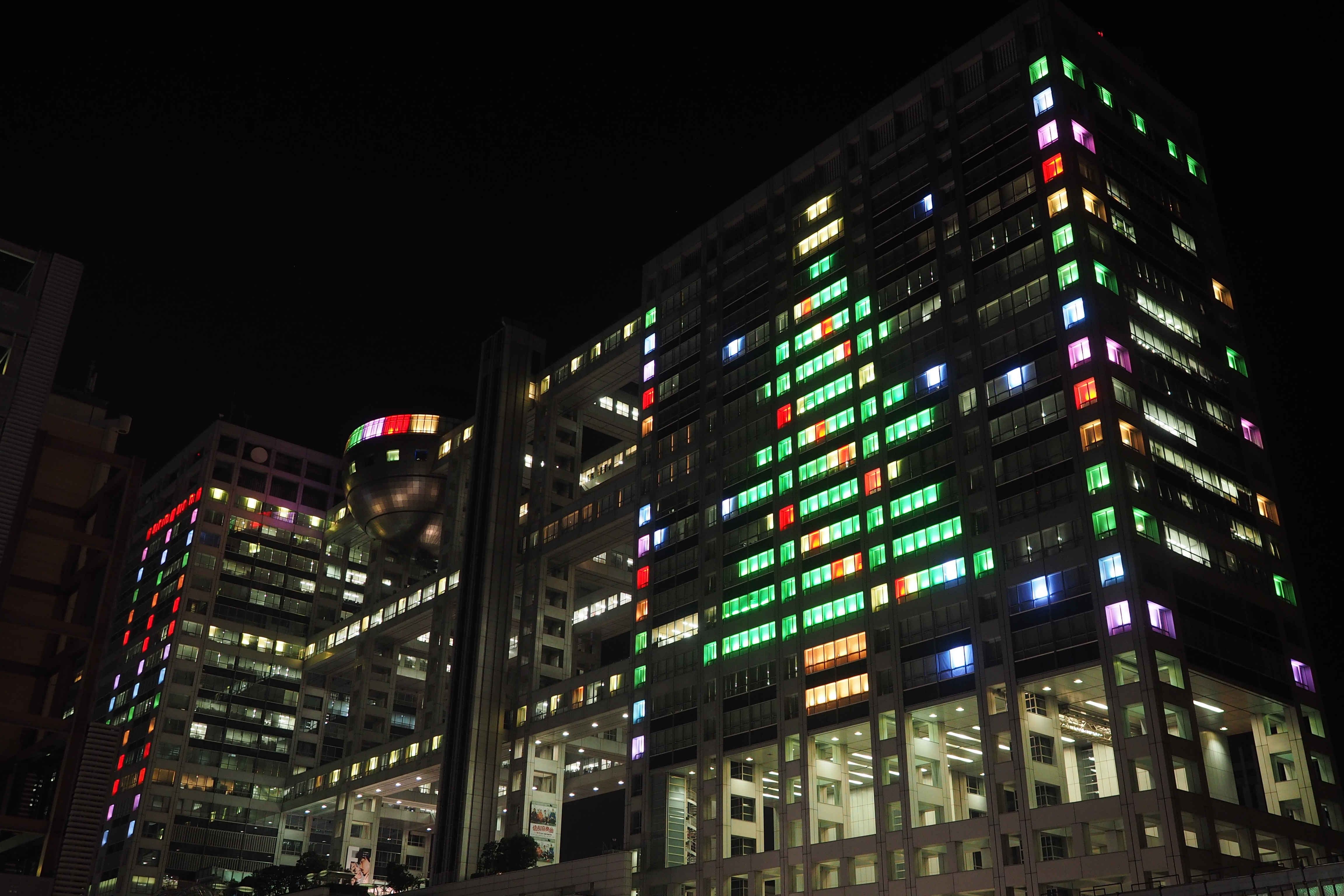
FCG大樓在2014年舉辦的燈光秀活動

2010年代，富士電視台陷入收視率低迷。2011年，富士電視台的收視率三冠王位置被日本電視台奪回，並在翌年又被朝日電視台超過，收視率下降至核心局第三位:11。低迷的收視率也影響了經營狀況。富士電視台的廣告收入自2005年開始連年減少，在2014年被日本電視台超過，時隔30年失守核心局廣告收入第一的位置:13。2015年度，日本電視台的營業額亦超過富士電視台。為扭轉這一局面，富士電視台在2013年提拔曾製作過眾多大熱電視劇的龜山千廣出任社長。龜山就任社長後，停播了《森田一義時間 笑一笑又何妨！》等長壽節目，並實施了1,000人規模的人事大調動等措施試圖促進公司內的活性化:179-182。但這些措施並未扭轉收視率低迷的情況。2015年至2016年的跨年週，富士電視台更首次出現晚間黃金時段收視率低於東京電視台，位居核心局各台末位的局面。2016年，富士電視台晚間黃金時段收視率再被TBS超過，下降至核心局第四位。然而富士電視台的收視率低迷亦有電視脫離現象導致電視整體收視率下降；實時收視率下降但時移收視率比重增加等原因。且在另一方面，富士電視台在廣告主最為重視的13至49歲年齡層的收視率位居第二位。富士電視台因此在面向年輕觀眾的節目製作上傾注更多資源，提升廣告效果。富士電視台亦積極投入新媒體領域的發展，FOD已實現盈利化。富士媒體控股亦通過開拓電視以外部門的方式試圖彌補電視部門低迷的負面影響。富士電視台自2022年4月11日開始在網路上同步播出無線電視晚間時段的節目。同年7月，曾是多檔高收視率節目製作人的港浩一就任富士電視台社長。他上任之後實施了多項強化綜藝、戲劇等娛樂節目領域的措施，其中之一是自2023年開始播出《Pokapoka》，時隔近9年恢復在平日午間時段播出帶狀直播綜藝節目。

## 節目

### 新聞節目

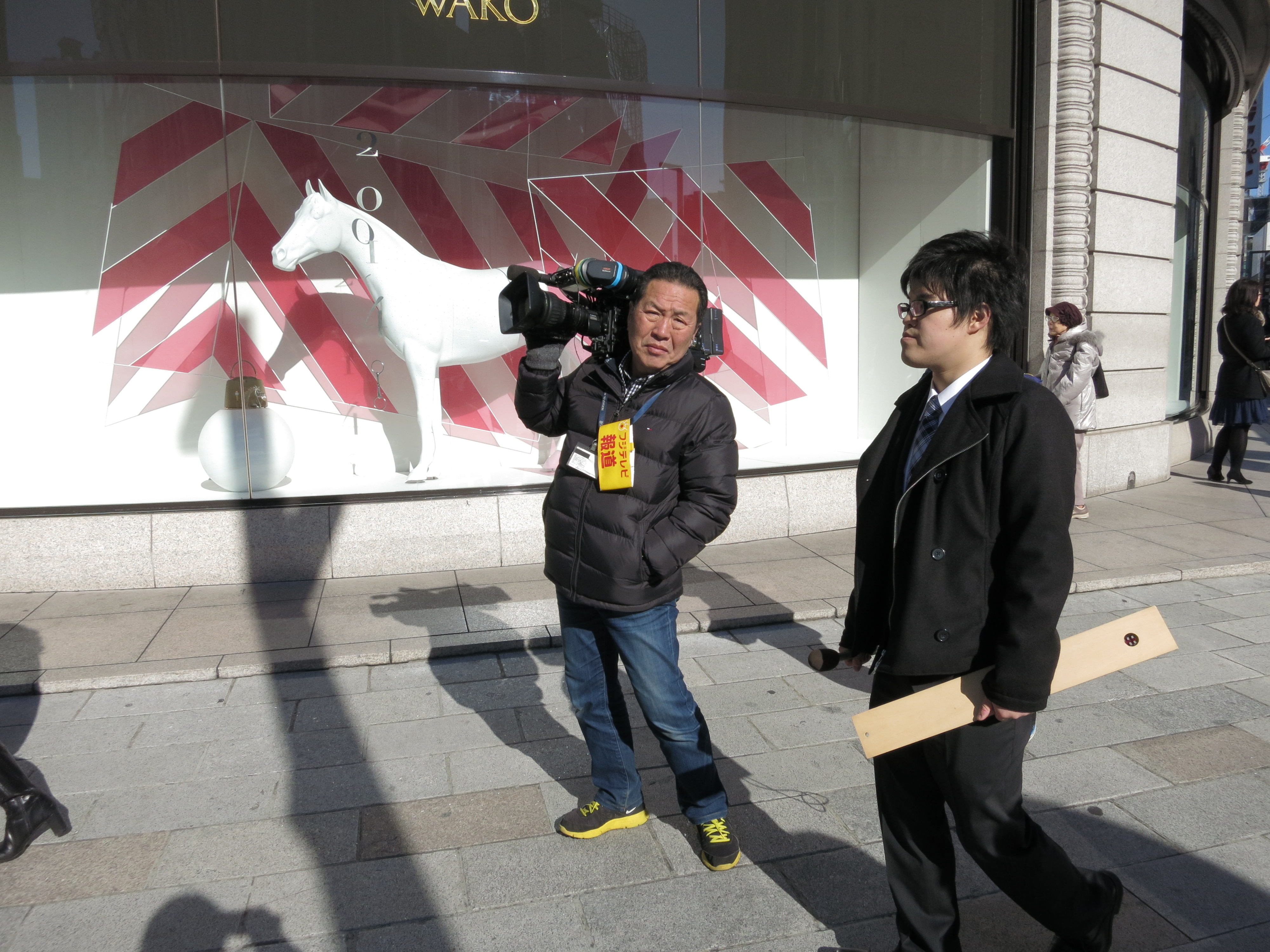
富士電視台記者在街頭採訪新聞

1965年，富士電視台開始播出當時日本唯一的大型政論節目《未來討論會》（ビジョン討論会），並在1968年獲得第三屆日本視聽者會議賞:68。此後富士電視台製作的《報道2001》亦是日本代表性的政論節目:252。1972年淺間山莊事件時，富士電視台播出了長達8小時58分的特別節目，是唯一播出犯人被捕時鮮明映像的電視台:56。1985年，富士電視台獨家拍攝到日本航空123號班機空難的倖存者救出畫面:200-201，並在《FNN新聞報告11:30》播出:185。憑藉這一獨家新聞，富士電視台獲得了這一年的日本新聞協會賞:56。1989年昭和天皇逝世時，富士電視台播出了42小時5分的新聞特別節目:233。六四事件時，富士電視台北京支局的攝影師關口保幸在得知中華人民共和國政府沒收外國記者取材映像後，將拍攝到的資料故意放在記者車內，之後北京支局長上野邦治將這一資料委託即將返回日本的旅客將映像資料帶出北京，使得富士電視台成為世界第一個播出六四事件映像畫面的外國媒體:234。1995年阪神·淡路大地震時，富士電視台連續播出了38小時的特別新聞節目:273。同年奧姆真理教引發一連串騷動時，富士電視台的特別新聞節目亦取得過核心局中收視第一:272。在2007年，富士電視台獨家取得長井健司被緬甸政府軍隊槍擊的片段，並憑藉這一片段獲得日本新聞協會賞，成為首個三次獲得日本新聞協會賞的民營電視台:373。2011年東日本大震災時，富士電視台是最早開始播出新聞特別節目的民營電視台。富士電視台在2016年、2020年亦獲得日本新聞協會賞，成為第一個五次獲得新聞協會賞的民營電視台。
1978年，富士電視台開始在傍晚播出《FNN新聞報告6:00》和《FNN新聞報告6:30》兩檔大型新聞節目，合計播出時間達1小時，掀起傍晚新聞節目新風，收視率亦一度超過TBS，登上同時段第一位:156。FNN新聞報告6:30還是日本第一個主播站立播報新聞的節目:156。1984年，富士電視台統合上述兩個節目為《FNN Super Time》:194-195。該節目是各台傍晚新聞節目中第一個將全國新聞和地方新聞合二為一的節目，對之後日本民營各台的傍晚新聞節目產生了深遠影響:194-195。該節目在1989年至1991年進行的救急醫療系列報道成為後來《救命救急士法》成立的契機:234。《FNN Super Time》此後至1996年都維持了傍晚新聞收視第一:300。1998年，富士電視台開始播出《FNN超級新聞》。該節目在核心局各台傍晚新聞中率先播出娛樂新聞單元，並在2002年至2010年獲得核心局各台傍晚新聞收視第一:300。但2010年代之後，富士電視台傍晚新聞收視率陷入低迷。2018年，富士電視台將包括傍晚新聞在內的各節新聞統一為《PRIME news》品牌，但因收視率低迷而一年就宣告結束。現在富士電視台的傍晚時段新聞《Live News it!》雖然仍在核心局各台傍晚新聞中收視殿後，但在2020年9月提前播出時間之後，收視率已有所上升。
雖然其他電視台自1980年代後期相繼開始大型新聞節目，但富士電視台的晚間新聞時段長期以體育新聞節目《職業棒球新聞》為主導。1994年，富士電視台統合體育新聞節目《職業棒球新聞》及新聞節目《FNN NEWSCOM》，開播《News JAPAN》:268。該節目在1997年實現對時任美國總統比爾·克林頓的獨家專訪:291。2001年，《News JAPAN》憑藉藥害C型肝炎的報道而獲得日本新聞協會賞及美國皮博迪獎:326。現在富士電視台的深夜時段新聞是2019年4月開始播出的《FNN Live News α》。
富士電視台在選舉特別節目上亦有特色。1974年，富士電視台在第10屆日本參議院議員通常選舉時播出《唄子·啟助的有趣選舉速報》，開創選舉開票節目和綜藝節目合體的先例:145。1976年，富士電視台又在第34屆日本眾議院議員總選舉時播出《拳打DE選舉》，取得民營各台收視率第一:145。

### 資訊節目

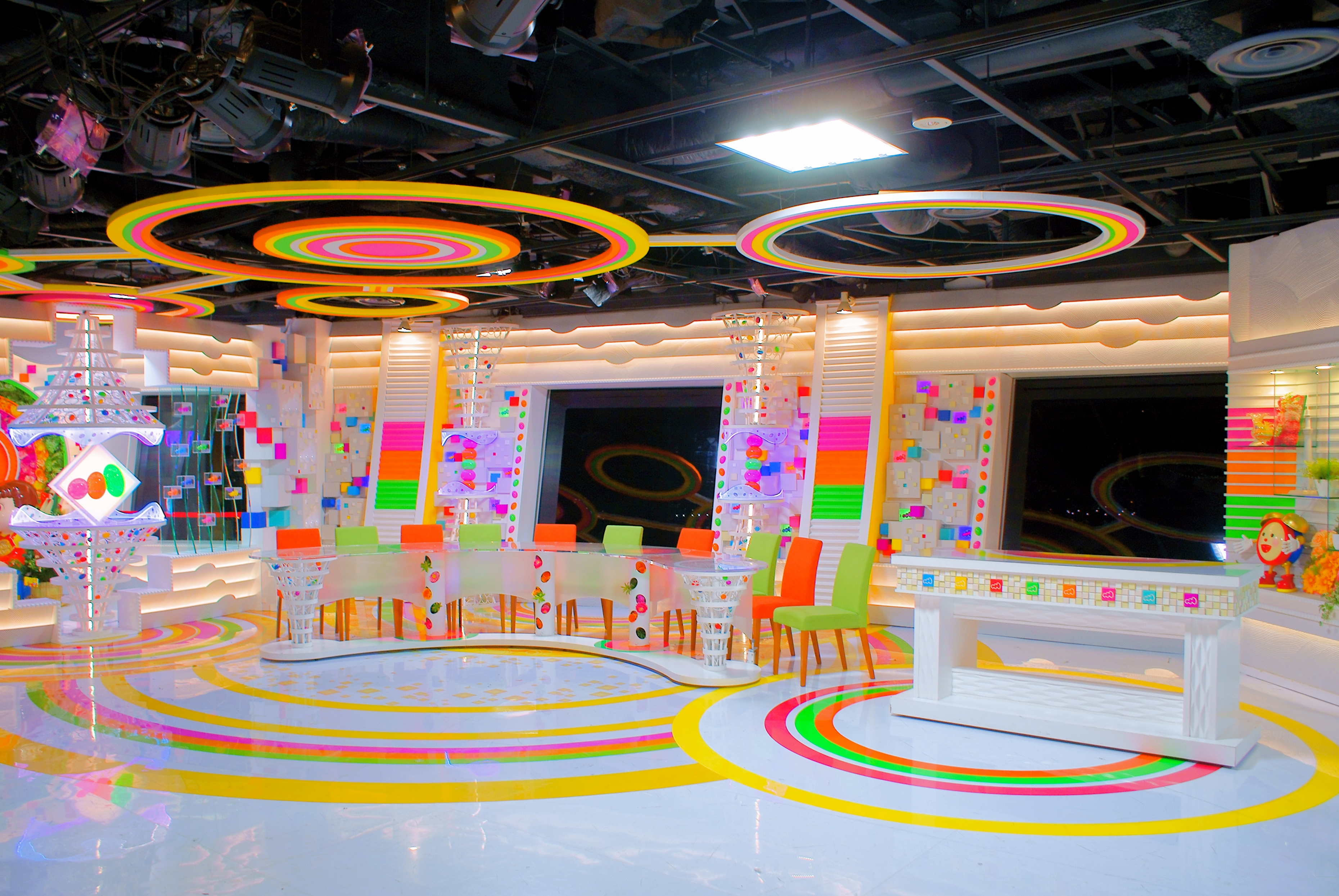
《鬧鐘電視》攝影棚

富士電視台在晨間的資訊節目曾長期不穩定，收視率被日本電視台《Zoom in!!朝!》甩開:265。1994年，富士電視台開始播出《鬧鐘電視》，聘請前NHK主播大塚範一出任主持:264-265，並打破了之前富士電視台晨間節目由報道局主導的體制，改由情報製作局製作:265。該節目雖然第一期收視率只有2.1%:264-265，但此後收視率穩定上升。2004年2月9日，《鬧鐘電視》收視率達11.9%，首次超過《Zoom in!!朝!》:265。《鬧鐘電視》的「今日狗狗」（きょうのわんこ）單元自節目開播當日開始播出至今，已成為該節目標誌:265。2018年開始，《鬧鐘電視》連續四年獲得同時段核心局節目收視率首位。在NET電視台的《晨間秀》節目取得成功之後，富士電視台也開始在1965年播出類似的Wide Show類型節目《小川宏秀》，並成為和《晨間秀》並列的上午時段兩大人氣Wide Show節目:64-65。該節目播出了17年之久，創下當時世界播出時間最長的由同一主持人主持的節目記錄:64-65。1982年，富士電視台開始播出《早安！Nice Day》取代《小川宏秀》，同樣取得了連續播出17年的成功:184。《早安！Nice Day》在1999年被《獨家新聞!》取代:306-307。該節目一改以往日本資訊節目內容以娛樂新聞和名人緋聞為主的內容，播出了眾多嚴肅的新聞內容，引發其他資訊節目效仿，亦長期取得收視佳績:306-307。在播出22年之後，因主持人小倉智昭引退，《獨家新聞!》在2021年3月被谷原章介和永島優美主持的《鬧鐘8》取代。《NON STOP!》是富士電視台現在上午時段的另一帶狀Wide Show類型節目，由香蕉人的設樂統和主播三上真奈和主持。該節目的內容則以生活資訊為主。
自1968年開始播出的《3點的你》則開拓了午後Wide Show節目這一領域:32。該節目同樣是播出長達20年的長壽節目，山口淑子、森光子、扇千景等著名女演員都曾是該節目的主持人:88-89。1973年，《3點的你》實現獨家專訪日本赤軍成員重信房子，引發轟動:126。《3點的你》的後繼節目是《Time3》，內容以社會、娛樂新聞為主:230。2015年，富士電視台開始在平日午後播出由安藤優子和演員高橋克實主持的《直撃LIVE Goody!》。該節目雖最初收視欠佳，但在2019年時已上升至同時段並列第一。《直撃LIVE Goody!》在2020年9月和正午的資訊節目《Viking!》進行統合。《Viking!》的播出時間延長至近3小時，並更名為《Viking!MORE》。但《Viking!MORE》已在2022年3月播畢。

### 電視劇

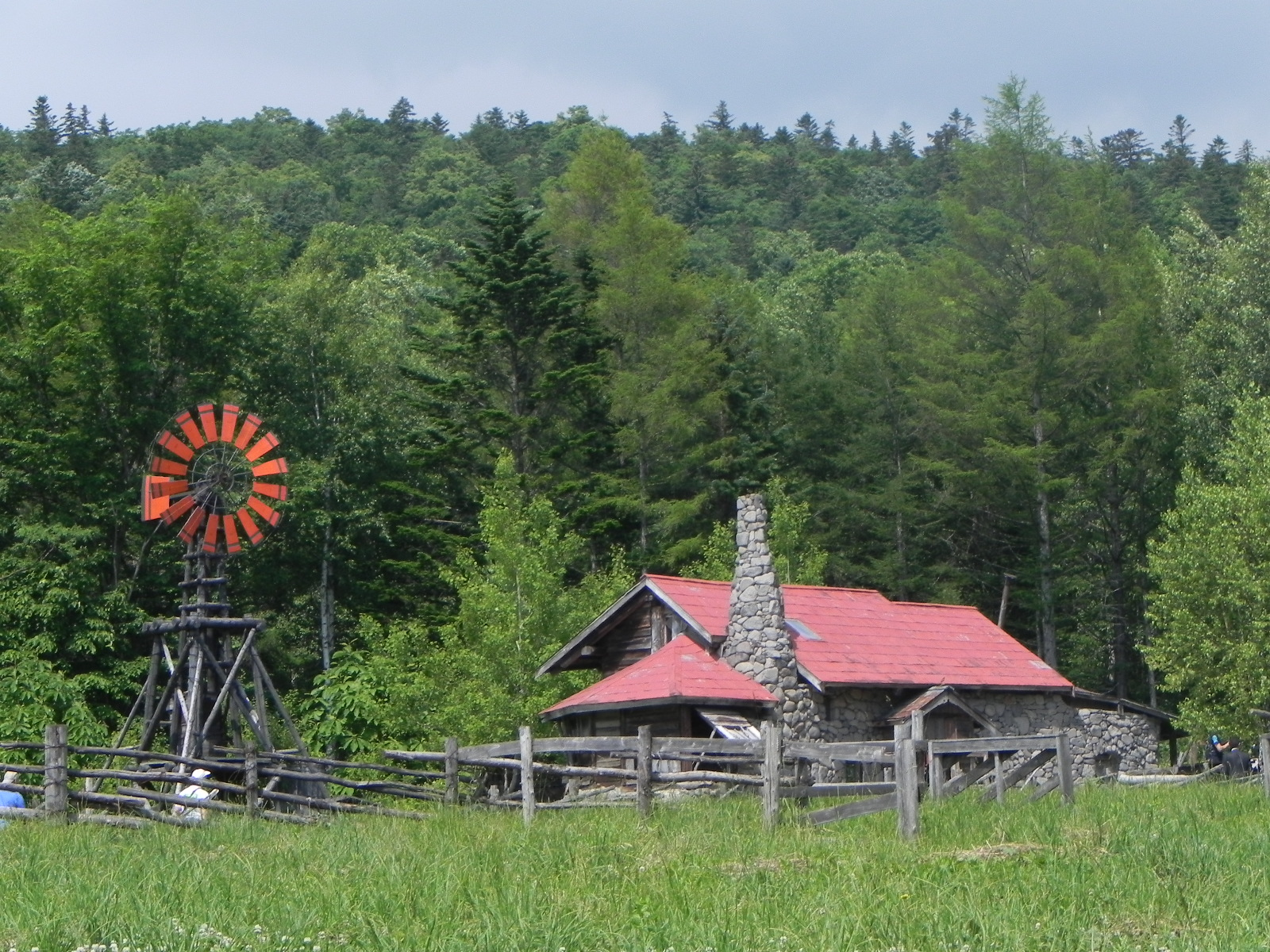
《來自北國》持續播出21年，圖為劇中場景石之家

1960年播出的《日日的背信》在開播後引發轟動，成為富士電視台第一部大熱的連續劇，並在日本開創了午間愛憎劇這一領域:36。1966年，富士電視台播出《年輕人們》，獲得銀河賞肯定，並在之後實現電影化:75。1993年取得平均28.2%收視率的《一個屋簷下》亦被認為有致敬該劇的色彩:261。富士電視台在1968年播出的電視劇《寅次郎的故事》成為之後同名電影系列的開始:92。1978年，富士電視台播出《白色巨塔》，因主演田宮二郎患躁鬱症而在最終回之前自殺，引發收視熱潮，最終回收視率達31.4%:155。2003年，富士電視台再次製作《白色巨塔》，由唐澤壽明主演。該電視劇是世界第一部在奧斯維辛集中營拍攝的電視劇，取得收視成功和社會反響:336。
1981年，富士電視台開始播出《來自北國》並取得空前成功，此後成為播出長達21年的系列作品:328，亦成為富士電視台在1980年代得以轉換形象的重要成功因素:174-175。富士電視台在1980年代末期受到當時TBS製作眾多人氣戀愛題材電視劇的啟發，在1988年播出了《逮捕你的眼!》並取得17.4%的收視率，開啟了富士電視台偶像劇的全盛時代:226-227。1990年至1991年，週一晚間9點時段連續劇（「月9」）播出「純愛三部曲」（《最棒的單戀》、《東京愛情故事》、《101次求婚》）:244-245。三部電視劇均取得收視佳績，其中後兩部更引發社會現象，並在海外亦有反響。《東京愛情故事》的最終回收視率達32.3%，《101次求婚》達36.2%:244-245，令「月9」一度成為日本偶像劇的代名詞:36。然而偶像劇氾濫的現象也引發日本電視劇內容走向「輕薄短小」的批評:24。此後富士電視台在「月9」時段長期播出了眾多戀愛題材連續劇，例如1996年播出的《悠長假期》在第一集就取得30.6%的收視率:282；2000年播出的《大和拜金女》在時隔20年重播時仍引發熱議。除了戀愛題材之外，「月9」在其他領域的電視劇亦取得佳績，如2001年的《HERO》實現了全部集數收視率超過30%的壯舉:319；2006年的《西遊記》不僅在日本國內取得收視佳績，亦在亞洲多國播出:358；2007年開始播出，憑藉高收視率而實現系列化的神探伽利略:367。然而2010年代之後，「月9」陷入收視低迷，2014年的《極惡頑暴》是「月9」史上第一部平均收視率不足10%的電視劇。2016年至2017年，「月9」更出現除了《空中急診英雄》外，其他7部電視劇皆平均收視率不足10%的窘境。但自2018年開始，月9通過題材多樣化使得收視率有所回升，並作出了製作外國電視劇（《無照律師》）日本版等新嘗試。2021年播出的《第一刑事部的烏鴉》更實現各集家庭收視率均超過10%。

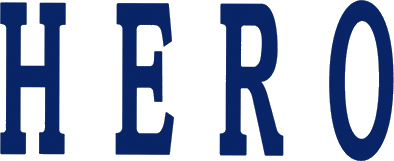
《HERO》是月9史上最成功的電視劇之一

和以戀愛題材為主的「月9」相比，富士電視台週二晚間九點連續劇（「火9」）和富士電視台週四劇場則題材較為多樣化:36。「火9」曾播出過刑事題材的《古畑任三郎》:267、輕喜劇《秀逗小護士》:283、警察職場劇《大搜查線》:290、醫療題材的《急症群英》:309、改編自熱銷同名文學作品的《一公升的眼淚》:353、改編自漫畫的醫療題材電視劇《醫龍》等高收視作品:358。2015年，「火9」因收視率下降而被廢除，改播綜藝節目。但自2016年開始，富士電視台在同一時段播出聯播網成員關西電視台製作的電視劇。2021年開始，富士電視台將「火9」搬至週一晚間10時播出，期待通過留住觀看「月9」的觀眾以提高收視率。移動播出時間後的第一部作品是綾野剛主演的《AVALANCHE》。
週四劇場設立於1984年，其第一部作品是有著「美國版《來自北國》」之稱的《來自俄勒岡的愛》。這部電視劇也是日本民營電視台第一部長期在海外拍攝的電視劇:196。1996年播出的《白線流》是週四劇場具代表性的偶像劇作品，採取了嶄新的紀錄片式拍攝手法，獲得了這一年的日劇學院賞:280。2005年播出的《電車男》改編自網路討論版2ch上的討論串，引發熱議:353。2008年播出的《風的花園》是緒形拳的遺作，也是富士電視台開播50週年紀念電視劇:371。
近年日本電視業界出現連續劇時段增加的潮流，富士電視台亦不例外。2022年4月開始，富士電視台時隔6年恢復在週三晚間10時播出連續劇。2023年10月，富士電視台在週五晚間9時新設連續劇時段。
富士電視台在時代劇領域的成就亦值得一提，其自1963年開始播出的《三匹之侍》播出了六季，演出手法對之後的時代劇產生重大影響:52。播出於1966年至1984年的《錢形平次》是富士電視台的一大長壽時代劇節目，共播出了888集:52。錢形平次播畢之後，富士電視台曾將週三晚間8點設為時代劇節目的播出時間，製作播出了《鬼平犯科帳》等著名作品:52。21世紀之後，《大奧》成功獲得年輕女性這一新的時代劇收視人口，並銷往海外播出，還製作了電影版:336。但由於時代劇總體收視率下降，現在除了偶有播出的特別節目外，富士電視台並未在無線電視播出時代劇:52。

### 綜藝節目

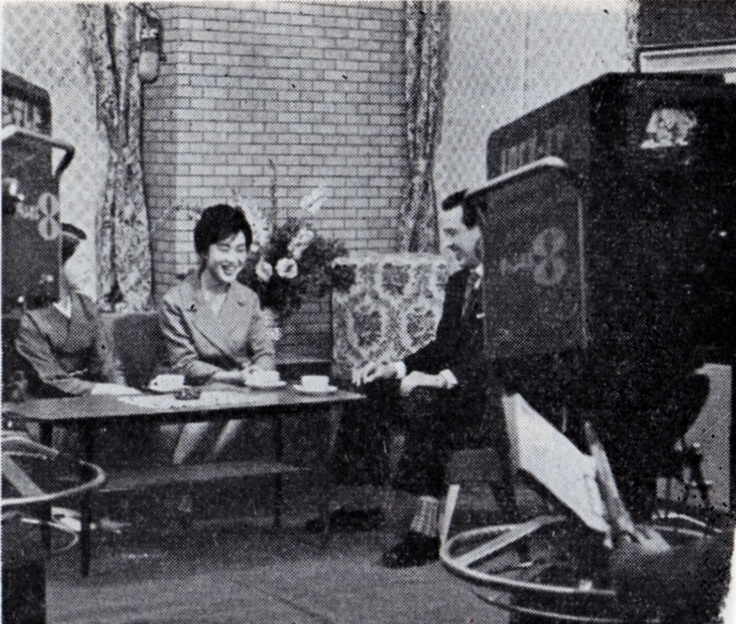
1960年島津貴子出演《明星一千零一夜》時的畫面

富士電視台的第一個綜藝節目是由旭化成獨家贊助播出的帶狀清談節目《明星一千零一夜》:25。1960年，昭和天皇五女島津貴子接受該節目訪談，這期節目獲得了41.5%的收視率:25。1962年6月29日，明星一千零一夜迎來播出1001集紀念，此後收視率長期穩定在20%以上:25。1981年，作為停播明星一千零一夜的交換，富士電視台開始在週二晚間21點同樣由旭化成贊助播出，以世界各地的風土人情為主題的《世界原來如此》，記錄過高達36.4%的收視率，連續播出達16年之久:176，取材國家數達125國:284。
1981年，富士電視台播出的《我們滑稽族》以蒙提·派森為仿效對象，播出之後很快打破了TBS的《八點全員集合》在這一時間的壓倒性優勢，開啟了富士電視台此後在週六晚間八點時段的長期優勢時代，亦被認為是富士電視台在80年代最具代表性的綜藝節目之一:177。北野武、明石家秋刀魚、島田紳助、山田邦子等日本重量級笑星均是自該節目走紅:177。自1996年開始播出至2018年的《帥呆了！》被譽為是平成版的《我們滑稽族》，再創富士電視台在週六晚間20點時段的收視優勢:278-279。播出於1988年至1997年的《多虧了隧道二人組》是隧道二人組最具代表性的綜藝節目，在1997年富士電視台搬遷至台場後改名《TUNNELS的託大家的福》繼續播出至2018年:229。播出於1993年至1999年的《鐵人料理》是富士電視台最成功的飲食綜藝節目，還製作了美國版:260。偶像團體SMAP的冠名節目《SMAP×SMAP》由富士電視台和關西電視台共同製作，其中的「BISTRO SMAP」單元是自開播以來就一直持續的長壽企劃:282。此外，富士電視台還引進過海外的熱門綜藝節目，製作日本版，如《百萬富翁》:314。
自1982年開始播出的《森田一義時間 笑一笑又何妨！》由塔摩利主持，是世界播出時間最長的由同一人主持的現場直播節目:183。該節目長期在中午12點在新宿阿爾塔攝影棚現場直播，誕生了「TELEPHONE SHOCKING」等眾多著名企劃，其主持人塔摩利也因該節目被認為是最能代表日本午間時段的人物:182-183。2013年，塔摩利在節目中表示《笑一笑又何妨！》將在翌年播畢，引發日本社會轟動。在播出結束之前，萩本欽一、安倍晉三等重量級人物相繼出演該節目。《笑一笑又何妨！》最後一集TELEPHONE SHOCKING嘉賓是北野武，創下16.3%的平均收視率。當晚播出的特別節目更創下28.1%的收視率。32年的平均收視率達11.5%。除了《笑一笑又何妨！》之外，塔摩利亦是以冷笑話為主題的節目《VOCABULA》的主持人:252，並在《世界奇妙物語》:241、《小知識之泉》:327等熱門節目中亦扮演重要角色。
富士電視台在1983年開始播出的《All Night Fuji》被認為是日本深夜綜藝節目的濫觴:60，獲得過9%的高收視率:99。1987年，富士電視台將其深夜綜藝節目統稱為JOCX-TV2，將其作為不計收視率的創新節目試驗田:222，並成功策劃出《市場營銷天國》、《如果在夢中相逢》、《世界奇妙物語》、《卡諾莎的屈辱》等充滿創意的大熱節目，其中部分在之後更轉入黃金時間播出:60。21世紀初期，富士電視台的深夜綜藝節目再次迎來黃金時期，製作了成功銷往海外的《戀愛巴士》:308，以及升格為黃金檔節目的《NEP LEAGUE》:338、《六角形競猜》:350-351、《腦內水療 IQ營養品》:345、《小知識之泉》:60:53-54。2012年之後，富士電視台將平日晚間11點時段的綜藝節目統稱為COOL TV。這一時段的代表性節目有《排屋公寓》、《全力!脫力新聞》等。
富士電視台亦經常製作大型特別綜藝節目。自1964年開始在每年新年播出的《新春秘密特技大會》被認為是富士電視台綜藝節目的原點之一，持續播出至2010年:44。富士電視台週二晚間時段在傳統上是因應日本職業棒球轉播而生的特別節目時段，誕生了《漂流者》、《全明星紅白大運動會》、《THE MANZAI》等著名企劃:112-113。《全員逃走中》是富士電視台自2004年開始播出的大型真人秀節目，銷售至海外多國播出。富士電視台自1987年開始播出的《FNS之日》和日本電視台的《24小時電視 愛心救地球》並列為日本的兩大超長時間電視特別節目:216-217。該節目在第一年取得19.9%的平均收視率，超過同年日本電視台24小時電視15.6%的收視率:216。1997年開始，該節目第一次播出時長達27小時，並在此後定名為《FNS27小時電視》。受到2019冠狀病毒病日本疫情影響，FNS27小時電視未有在2020年至2022年未有播出。2021年和2022年，富士電視台播出《FNS歡笑和音樂祭典》，作為FNS27小時電視的替代節目。2023年，富士電視台時隔4年播出《FNS27小時電視》，取得平均5.6%的個人收視率。

### 音樂節目
富士電視台的第一個音樂節目是《金曲巡遊》，該節目播出了長達11年:26。1964年，富士電視台開始播出《MUSIC FAIR》節目至今，是日本民營電視界播出時間最久的電視節目:16。能出演該節目亦在日本音樂界被視為成為一流歌手的證明之一:59。自1968年開始播出的《夜晚的Hit Studio》是富士電視台歷史上最具代表性的大型音樂節目之一，在播出4個月後就取得收視率42.2%的記錄:90。其使用電腦來測算出演嘉賓之間的戀愛相性這一單元在當時引發話題:16。《夜晚的Hit Studio》播出長達22年，最後一集獲得23.7%的高收視率:104。播出於1994年至2012年的《HEY!HEY!HEY!MUSIC CHAMP》強調綜藝色彩，是平成時代富士電視台最具代表性的音樂節目:266。播出於2004年至2014年的《我們的音樂 Our Music》以鳥越俊太郎和歌手的對話為主要節目內容，是新形態的音樂節目:345。
自1974年開始播出的《FNS歌謠祭》是富士電視台最重要的大型音樂特別節目:130-131。該節目最初採取頒獎表彰形式，自1991年開始改為單純的音樂表演節目，在開播初期就取得了高收視率:131。2015年開始，FNS歌謠祭開始在年底分兩夜播出。

### 體育節目

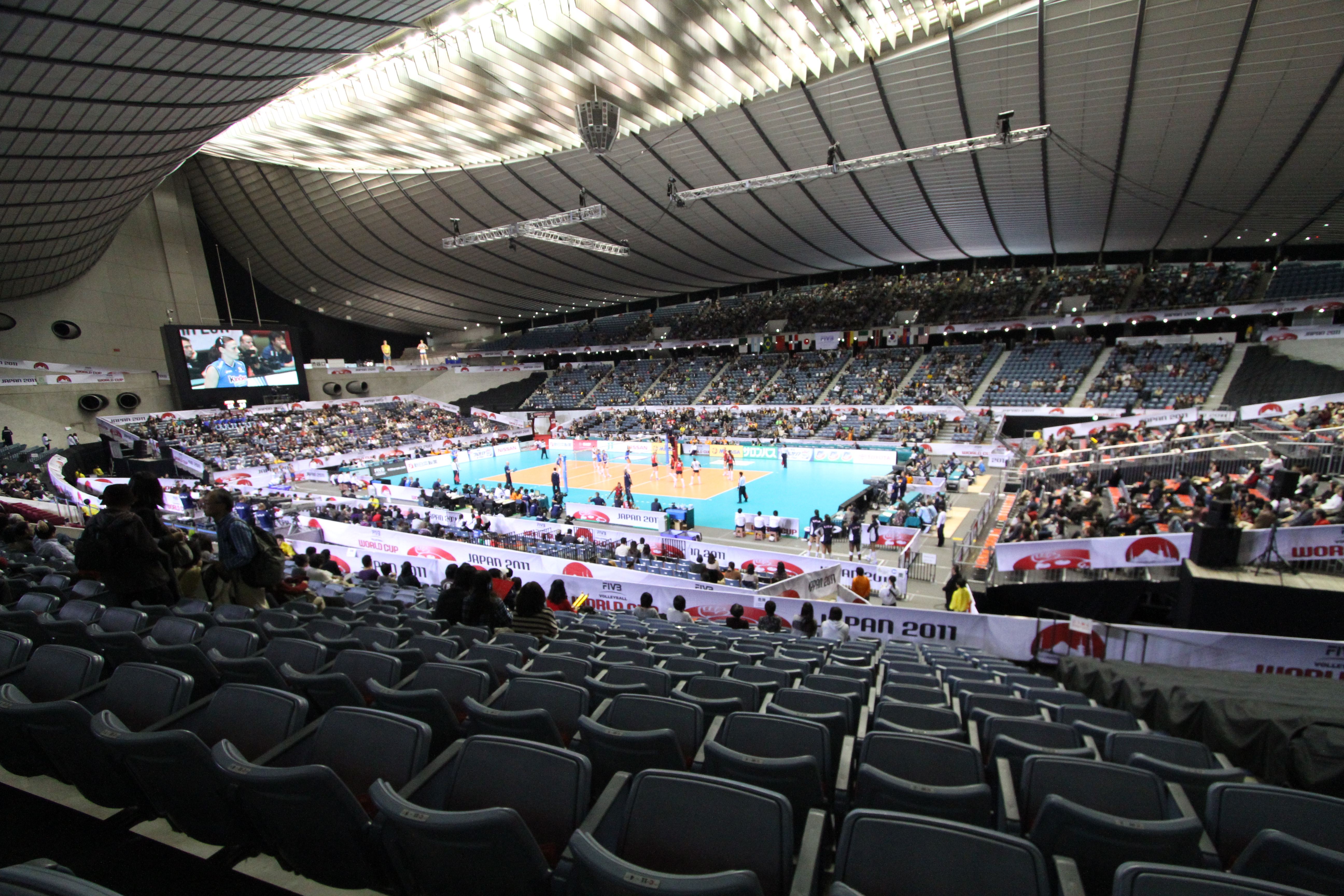
排球是富士電視台轉播較多的體育項目，圖為2011年世界盃排球賽

由於先於富士電視台開播的日本電視台已經掌握了職業棒球及職業摔角這兩大人氣體育轉播資源，富士電視台因此決定開拓拳擊市場:24。據富士電視台自身用電話進行的收視率調查，1959年富士電視台轉播的帕斯夸尔·佩雷斯對矢尾板貞雄的拳擊賽創下88.7%的收視率記錄:24。1961年，富士電視台開始在晚間定期播出《職業棒球新聞》，開闢富士電視台晚間帶狀體育新聞節目歷史:24。1976年，富士電視台時隔11年再次開始播出職業棒球新聞，在當時受《11PM》成功影響而成人節目氾濫的晚間23點時段獨樹一幟，引領各台體育新聞節目:140-141。2001年，隨著職業棒球以外的體育項目人氣升高，富士電視台將《職業棒球新聞》改版為《SPORT!》，並在第一期就取得10.6%的收視率:320。但在2016年，富士電視台將晚間的體育新聞節目和通常新聞節目進行統合，結束了平日富士電視台播出單獨體育新聞節目的歷史。現在富士電視台只在週末播出體育新聞節目《S-PARK》。
富士電視台的強勢體育轉播領域主要有排球、花式滑冰、賽馬等項目:24。自日本國家女子排球隊在1964年東京奧運會獲得金牌，帶動日本排球熱潮之後，排球就是富士電視台另一重點轉播的體育項目:24。1970年，富士電視台開始轉播全國高中排球選拔優勝大會:104-105。1977年開始，富士電視台又獲得了世界盃排球賽的轉播權:148-149。在其他球類運動方面，1990年代初期，隨著J聯賽開幕令足球在日本人氣升高，富士電視台亦在1994年獲得了義大利足球甲級聯賽轉播權:266。2002年，富士電視台轉播世界盃足球賽日本對俄羅斯的比賽，獲得66.1%的收視率，創下迄今富士電視台，也是核心局的最高收視率記錄。2018年及2022年世界盃轉播日本隊比賽時，富士電視台亦取得高收視率。2004年開始，富士電視台取得世界花式滑冰錦標賽轉播權。時值日本女性選手在這一時期接連取得佳績，令富士電視台轉播的花式滑冰取得收視佳績，也擴大了花式滑冰在日本的影響力:344。富士電視台還是日本第一家轉播一級方程式賽車的電視台，自1987年開始即持續轉播F1賽事:218-219。1992年，富士電視台還獨家轉播了環法自行車賽:251。自2003年開始，富士電視台還取得了世界柔道錦標賽的轉播權:338。
除了體育新聞及體育轉播節目之外，富士電視台亦製作以體育為題材的綜藝節目《Junk SPORTS》，並在週六傍晚播出:312-313。

### 動畫
1963年，富士電視台播出《原子小金剛》，成為日本第一家播出電視動畫的電視台:20。《原子小金剛》迅即取得巨大成功，平均收視率達25%，並持續播出4年，還銷往美國等其他國家播出:52-53。在1965年，富士電視台又播出了日本第一部彩色長篇電視動畫，和《原子小金剛》同為手塚治作品的《小白獅》:69。自1969年開始播出的《海螺小姐》是日本播出時間最長的動畫節目，第一集就創出19.3%的高收視:91。現在《海螺小姐》仍在週日傍晚播出，每次播出3集:98。《海螺小姐》的主人公磯野家被認為是「日本最有名的庶民家庭」:20，在1979年創出39.4%的收視率記錄:98。和《海螺小姐》同在週日傍晚播出的《櫻桃小丸子》亦是長壽動畫節目:241，在1990年創下39.9%的收視率，亦是日本動畫節目至今最高收視率記錄。
1968年播出的《鬼太郎》以妖怪為主題，在獲得好評後多次延長，且之後多次重製:93。由日本動畫公司製作的《世界名作劇場》以世界各地名著和童話為題材，並且成功銷往多國播出，代表作包括《龍龍與忠狗》、《萬里尋親記》、《小天使》等高收視率動畫。鳥山明作品《IQ博士》在1982年創下36.7%的最高收視率記錄:98。他的另一部作品《七龍珠》自1986年開始播出，不僅在日本國內熱播，亦遠銷海外，在法國創下67.5%的收視率:210。《ONE PIECE》是現在富士電視台播出的動畫節目中僅次於《海螺小姐》和《櫻桃小丸子》的第三長壽節目，同樣是在日本以外亦有影響力的作品。除了上述作品之外，富士電視台還播出過《烏龍派出所》等國民級動畫:285。富士電視台在2021年播出了《鬼滅之刃劇場版 無限列車篇》，並取得21.4%的高家庭收視率。
在深夜動畫領域，富士電視台在2005年設立了希望能顛覆既有動畫常識的「noitaminA」，以及在2018年新設主要播出創新題材及瞄準海外市場的動畫作品+Ultra兩個時段。這兩個深夜動畫時段的主要動畫作品包括《交響情人夢》、《蜂蜜幸運草》、《圖書館戰爭》、《東之伊甸》、《東京地震8.0》、《羅馬浴場》、《PSYCHO-PASS》、《四月是你的謊言》、《阿宅的戀愛太難》、《約定的夢幻島》等作品。

### 兒童節目
由於富士電視台在建台初期的節目方針是「母與子的富士電視台」，因此富士電視台在早期特別重視兒童節目的製作:8。1966年，富士電視台開始播出《和媽媽一起玩！PINPONPAN》，其在1971年播出的插曲「PINPONPAN體操」大受歡迎，在之後成功系列化:8。自1973年開始播出，參考美國芝麻街等兒童節目製作的《打開吧！Ponkikki》是富士電視台的另一主要兒童節目:122-123，同樣誕生了日本史上銷量第一的唱片「遨遊吧！鯛魚君」等經典歌曲，並創造過收視率達15%的記錄:8。然而由於少子化的進展，兒童節目的收視人口也大幅減少，富士電視台在2006年後已不再在無線電視播出兒童節目:8。

### 電影節目
1971年，富士電視台開始播出《黃金洋片劇場》:28。該節目是富士電視台最主要的電影節目，播出過《第三集中營》、《羅馬假期》、《霹靂神探》、《桂河大橋》、《虎豹小霸王》等作品:28。該節目播出過的電影中，收視率最高的洋片是1983年的《上帝也瘋狂》（40.4%），最高的日本國產電影是1979年的《北狐物語》（44.7%）。1981年，黃金洋片劇場從週五晚間改至週六晚間播出:111。2001年，富士電視台播出《鐵達尼號》在電視上的播出權，並取得超過35%的高收視:321。2003年後，隨著錄影帶、DVD的普及和電影專門頻道的登場，電影節目收視率逐漸下降，導致富士電視台不再在晚間黃金時段播出電影節目:111。但富士電視台週六晚間的特別節目《週六PREMIUM》仍經常播出電影，其中有眾多作品都是富士電視台參與製作的電影（後述）:111。

### 紀錄片
1979年，作為開台20週年紀念活動的一部分，富士電視台製作播出了盧浮宮美術館特別節目，並還製作了英語版、法語版、中文版:161。播出於1986年至1990年的《為什麼好奇心》是富士電視台少數曾在黃金時段播出的紀錄片節目:210。現在富士電視台播出《NONFIX》和《The Non-fiction》兩個紀錄片節目。其中《The Non-fiction》以親子、家族等人際關係題材為主題，多次獲得銀河賞及ATP賞的肯定:48。此外，富士電視台還播出由FNS各加盟台製作的《FNS紀錄片大賞》，以提高各台的紀錄片節目製作能力，其中以探險家關野吉晴的探險紀錄為主題的《大探險》獲得過14-15%的高收視率:270-271。

## 攝影棚

### 富士產經集團大樓（FCG大樓）

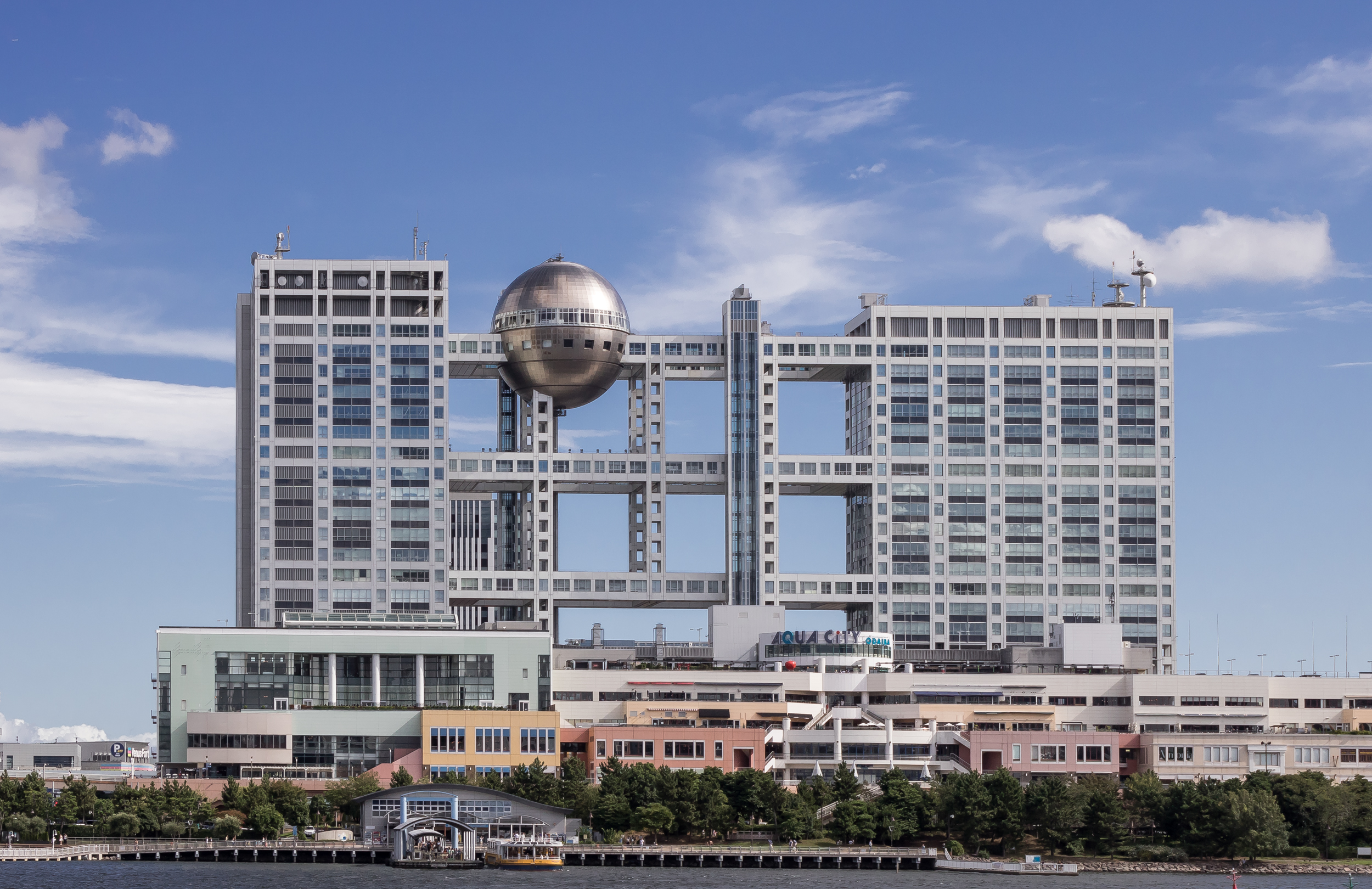
富士產經集團大樓

在1991年決定將總部從河田町搬遷至御台場之後，富士電視台在1994年4月正式舉辦了FCG大樓開工式:263。FCG大樓地上有25層，地下有2層，高123公尺，總樓面面積約14.18萬平方公尺，由鹿島建設負責施工:263。1995年5月29日，FCG大樓舉辦了上棟式:276。1996年6月28日，FCG大樓舉辦竣工式:286。1996年11月，富士電視台部分節目開始改在FCG大樓收錄:295。同時富士電視台各部門亦開始了耗時達半年，耗資約40億日元的搬遷作業:295。1997年3月10日，富士電視台開始改自FCG大樓發射節目訊號，並在24日舉辦了開業典禮:294。FCG大樓亦憑藉其先進的播出設施在1997年獲得了全美廣播事業者聯盟（NAB）的國際廣電事業者特別優秀獎的肯定:295。
FCG大樓的設計者是日本著名建築家丹下健三，工程耗資1,350億日元（其中廣播設施耗資350億日元）:294。建築的外觀概念取自長寬比16:9的電視機，其空間眾多部分對外開放，目標成為台場地區主要的觀光景點。FCG大樓由媒體塔（メディアタワー）和辦公塔（オフィスタワー）兩座高層建築構成，兩棟建築在12、18、24層由走廊連接。位於媒體塔和辦公塔之間的球體部分直徑達32米，重量達1,200噸，採用鈦合金材料製作，是FCG大樓的標誌，在開業第一天吸引了超過1萬人參觀:294。該球體也曾作為鬧鐘電視的攝影棚使用。除了球體瞭望室之外，FCG大樓7層的屋頂花園部分亦對外開放參觀。FCG大樓設有V1至V10，共10個主要由無線電視使用的攝影棚；以及VG和VF兩個衛星電視用的攝影棚。其中V4攝影棚的面積約有991平方公尺，是FCG大樓最大的攝影棚；V9攝影棚是新聞專用的攝影棚，富士電視台在無線電視製作的各節新聞均在這裡播出。
FCG大樓的土地原本由東京都所有。2018年3月，富士電視台耗資140億日元自東京都購買這片土地。

### 灣岸攝影棚

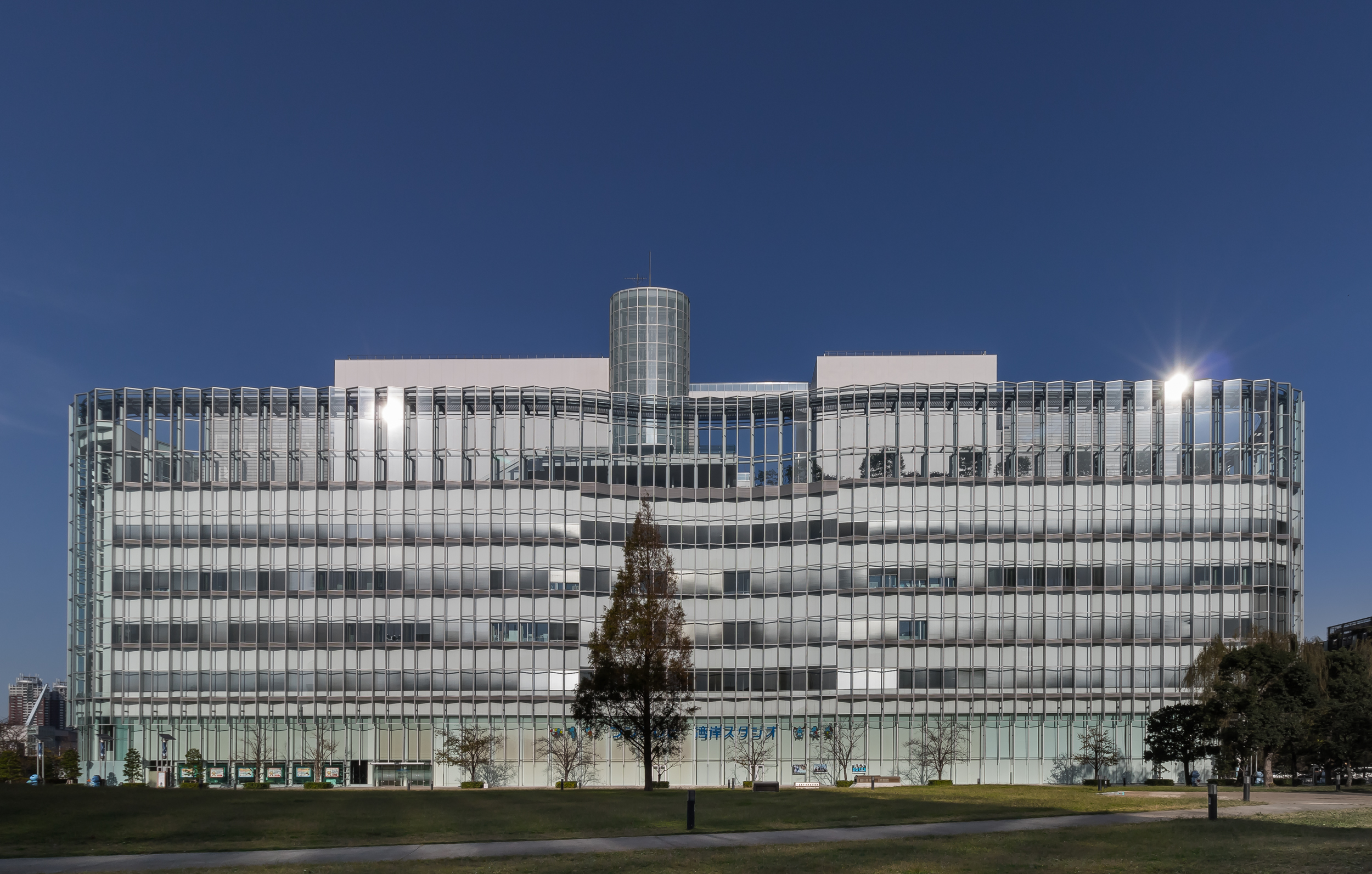
位於東京青海的富士電視台灣岸攝影棚

2005年3月28日，富士電視台開始在臨海副都心新建灣岸攝影棚:355，並在2007年9月14日舉辦竣工式:369。灣岸攝影棚地上部分有7層，地下部分有1層，高60公尺，總樓面面積約7.1萬平方公尺，由鹿島建設施工。灣岸攝影棚共有8個攝影棚，其中4個是電視劇專用攝影棚，4個是綜藝節目專用攝影棚:369。灣岸攝影棚十分注重環保，採用了雙層玻璃構造以提高空調效率:369。灣岸攝影棚還設置了屋頂花園，消耗能源比舊式建築節省約兩成:369。2009年，灣岸攝影棚憑藉其環境友好的設計而獲得BCS賞的肯定。
灣岸攝影棚還開設有職業體驗活動「富士電視台的工作！」，中學生可申請參加該活動，體驗富士電視台員工的工作內容。

### 河田町舊總部大廈

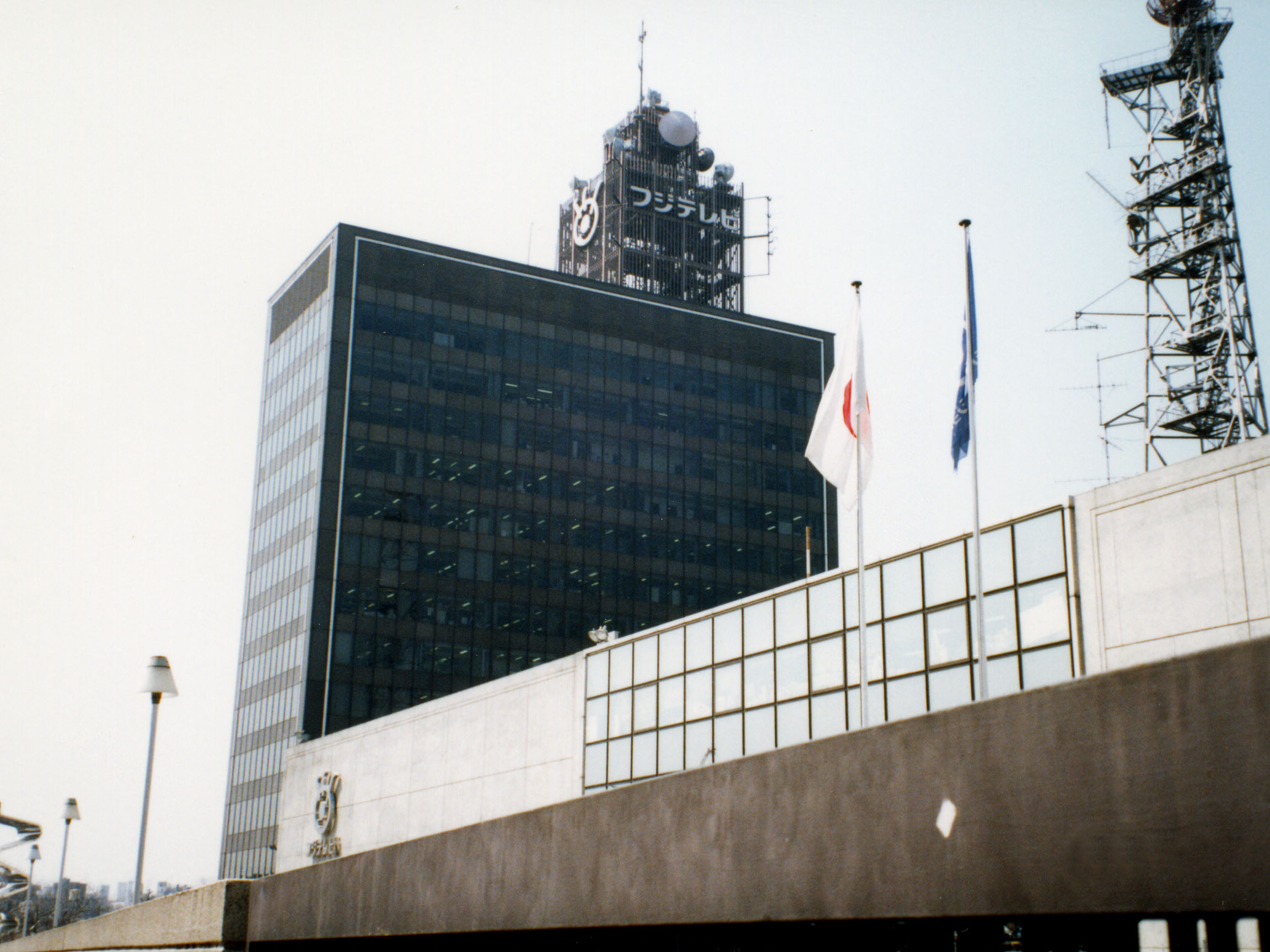
1991年時的富士電視台河田町舊總部

富士電視台開台初期的總部選址，考量了和東京塔之間的距離等因素，最終決定選擇新宿區河田町的一片土地作為總部大樓用地。位於新宿區河田町的富士電視台舊總部大樓由主樓、塔樓、大攝影棚、騎樓四棟建築構成，主樓、大攝影棚和騎樓均為地上四層，地下一層的建築。在富士電視台開播之初時，主樓共設有8個攝影棚。建築由鹿島建設施工，廣播用設施則由東芝、NEC等公司提供。
1967年開始，富士電視台總部大樓進行大規模擴建，並在1969年開播10週年之際竣工:102。擴建內容包括改裝第6攝影棚，使其成為面積達826平方公尺的當時世界最大規模的電視攝影棚:102；新建地上部分高14層，地下部分2層的塔樓:102；在塔樓1層新設新聞節目專用的第9攝影棚:102；南門廣場新設高12米，以電視電波為概念設計的紀念碑:102；北側入口新設「凱旋門」:102。塔樓建築採用柔構造修建。至此河田町總部大樓基本宣告完成，共有9個攝影棚:102。富士電視台總部帶來的人流亦拉動了附近地區的經濟。距富士電視台總部最近的車站新宿線曙橋站附近的商店街當時名為「富士電視台街」（フジテレビ通り），店鋪的營業額高度依賴於富士電視台。
富士電視台總部搬遷至御台場後，河田町舊總部大樓被拆除，整個工程耗時一年。河田町舊總部大樓原址現建有高層公寓河田町花園。因御台場交通相對不便，富士電視台仍在舊河田町總部大樓附近的一座辦公樓內設有第一別館，用於新聞取材，被稱為富士電視台新宿支局。但該建築現已被拆除，富士電視台新宿支局遷至野村不動產四谷大樓。

## 大型活動

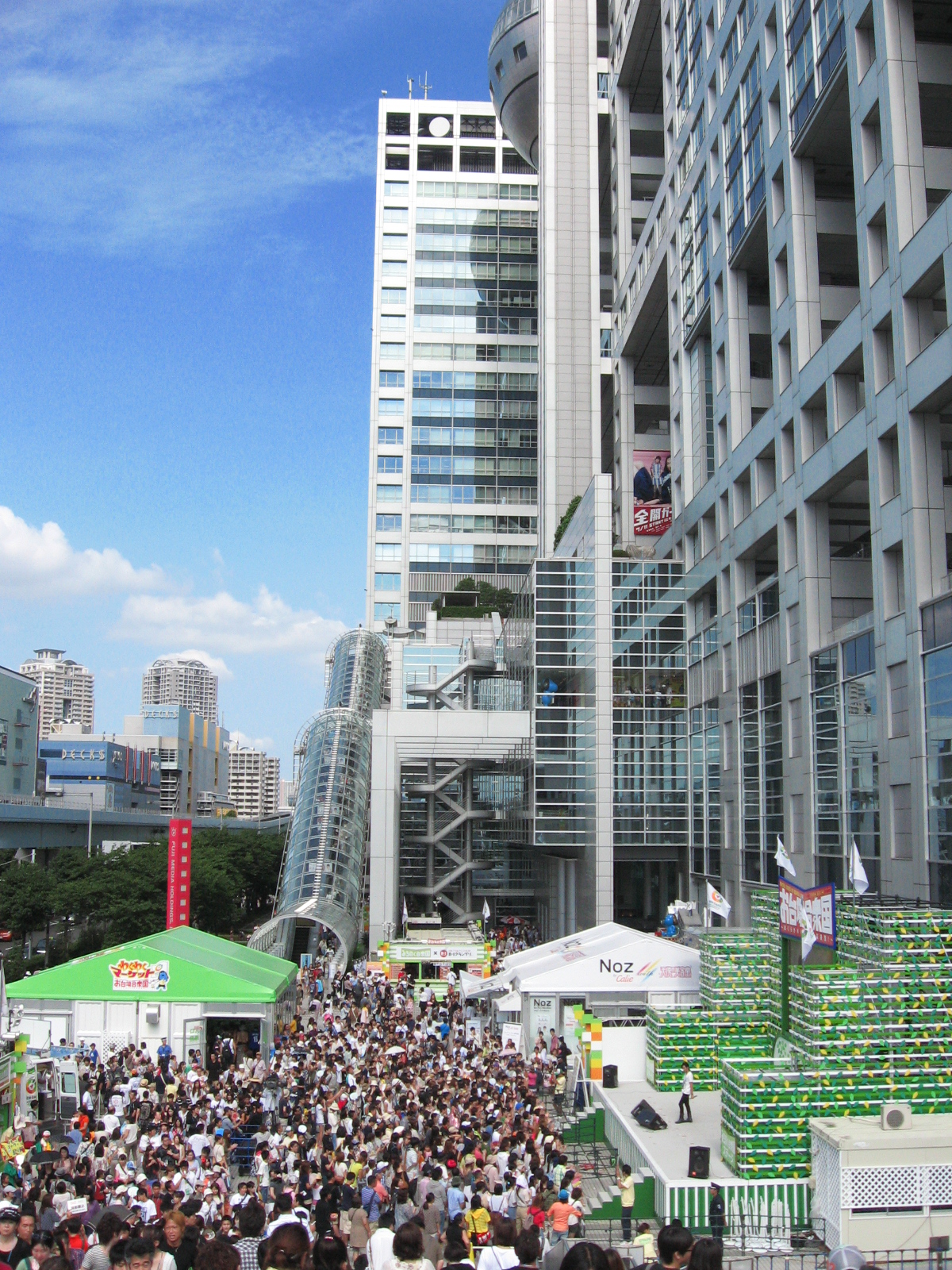
2011年的御台場合眾國

1987年，富士電視台和富士產經集團、關西電視台共同舉辦了通訊嘉年華 夢工場'87:214-215。該活動被富士電視台定位為「開啟新媒體時代的活動」，在東京和大阪市均設有會場，在44天內吸引了570萬人觀眾（東京316萬人，大阪254萬人）參觀，並成功實現盈餘:215。作為開台30週年紀念活動的一部分，在日立製作所的贊助及JR各公司的協助下，富士電視台在1988年至1989年舉辦東方快車'88活動，耗資30億，將東方快車自法國巴黎發車並開往東京:224-225，總行駛距離達15,494公里，創下世界行駛距離最長列車的紀錄:224，並實現東方快車列車在山手線上行駛的創舉:225。1992年，富士電視台實現了太陽馬戲的第一次日本公演:250-251。翌年富士電視台舉辦了「紐約現代藝術博物館展」，吸引了約80萬人參觀:256-257。2018年至2019年，作為開台60週年紀念活動的一部分，富士電視台在上野之森美術館舉辦了「維梅爾展」，有超過68萬人參觀，是2019年上半期日本參觀人數最多的美術展。
1985年，富士電視台宣布定每年8月8日是「富士電視台之日」:206。1996年8月，時逢平成8年，又是富士電視台在河田町總部播出的最後一年，富士電視台河田町總部和台場的新總部大樓舉辦「888 Special 富士電視台祭（888スペシャル フジテレビまつり）」:286。活動內容包括了競猜、演唱會等內容，無論規模還是參加人數均創造空前規模。
自2003年開始，富士電視台每年暑假均在總部附近舉辦大型活動。2003年，為慶祝開台45週年，富士電視台舉辦了御台場冒險王活動，並因獲得好評而持續舉辦至2008年:332-333。在2009年至2013年，由於御台場冒險王的場地（青海Q區劃）租約到期，富士電視台將暑假在總部附近舉辦的活動改在青海P區劃地區舉辦，並將活動更名為御台場合眾國。2012年的御台場合眾國參加人數達454萬人，創下五年間的最高紀錄。2014年，為強化宣傳御台場的國際色彩，這一活動改名為御台場新大陸，有455萬人參觀。2015年至2017年，這一活動再更名為御台場大家的夢大陸，在2016年吸引了450萬人參加。2018年後，富士電視台對暑假舉辦的大型活動進行了全面改版，並改名為「歡迎!! 灣岸夏祭 THE ODAIBA」（ようこそ!! ワンガン夏祭り THE ODAIBA）。2019年，該活動吸引了250萬人參加。除了在總部舉辦的活動之外，富士電視台亦舉辦過多種其他類型的大型活動。1983年，富士電視台在國立代代木競技場舉辦了國際體育節，在6天的會期內吸引了53.8萬人參加:190。此後該活動持續舉辦至1992年:190。

## 製作電影
1969年，富士電視台製作了其第一部電影《御用金》，在當時的電影業界開創電視台製作電影的先河:96-97。1983年，富士電視台製作的以太郎與次郎為題材，由高倉健主演的電影《南極物語》獲得空前成功，創下120億日元票房的當時日本新紀錄:188-189，並成功在美國上映:196。這部電影的成功亦令富士電視台決定將電影作為主要事業支柱之一:189。此後，富士電視台製作的《緬甸的豎琴》:204及《子貓物語》:208-209亦取得成功，一時出現日本票房排行榜前三名均是富士電視台電影的景象（第一名《南極物語》、第二名《子貓物語》、第三名《緬甸的豎琴》）:208-209。1997年上映電影《廣播時間》是日本喜劇界巨匠三谷幸喜導演的第一部電影。1998年，富士電視台製作電影《大搜查線 THE MOVIE》取得超過100億日元票房，是日本國產非動畫電影在《子貓物語》後再次有作品實現百億日元票房紀錄:298-299。其續作《大搜查線 THE MOVIE 2 封鎖彩虹橋!》在2003年創下173.5億日元的票房紀錄，也是迄今日本國產非動畫電影的最高票房紀錄:334-335。1990年代後，對電視劇和電影進行製作一體化成為富士電視台的競爭優勢之一:34。近年富士電視台製作的主要電影有改編自「月9」第一部時代劇的《信長協奏曲》；改編自「月9」同名電視劇，實現系列化的《行騙天下JP》電影版；改編自同名漫畫，引發社會現象並獲得多個獎項肯定的《飛翔埼玉》；獲戛納電影節金棕櫚獎，入圍奧斯卡最佳外語片提名的《小偷家族》；第39屆日本電影學院獎最優秀作品賞《海街日記》等作品。

## 爭議事件

### 黄家駒死亡事件
1993年，香港搖滾樂隊Beyond成員黃家駒在出演節目《小內小南的想做什麼就做什麼》時發生意外滑倒，頭部受重傷後醫治無效去世。發生事故的富士電視台攝影棚地面並未採取任何緩衝防止事故措施，其他安全防護措施亦不足，引發香港輿論非難。這一事件之後，《小內小南的想做什麼就做什麼》被停播。

### 記念樹事件
1998年，作曲家小林亞星狀告同為作曲家的服部克久作品《記念樹》未經許可即改編他的歌曲《去想去的地方吧》，而《記念樹》一曲是富士電視台節目《秋刀魚老師最棒了》的片尾曲。但服部克久否認其抄襲小林亞星的作品。最後法院判決服部克久敗訴，使用《記念樹》一曲的富士電視台也被判決停用該曲，並對小林進行賠償，成為日本音樂版權的標誌性事件。

### 活力門騷動

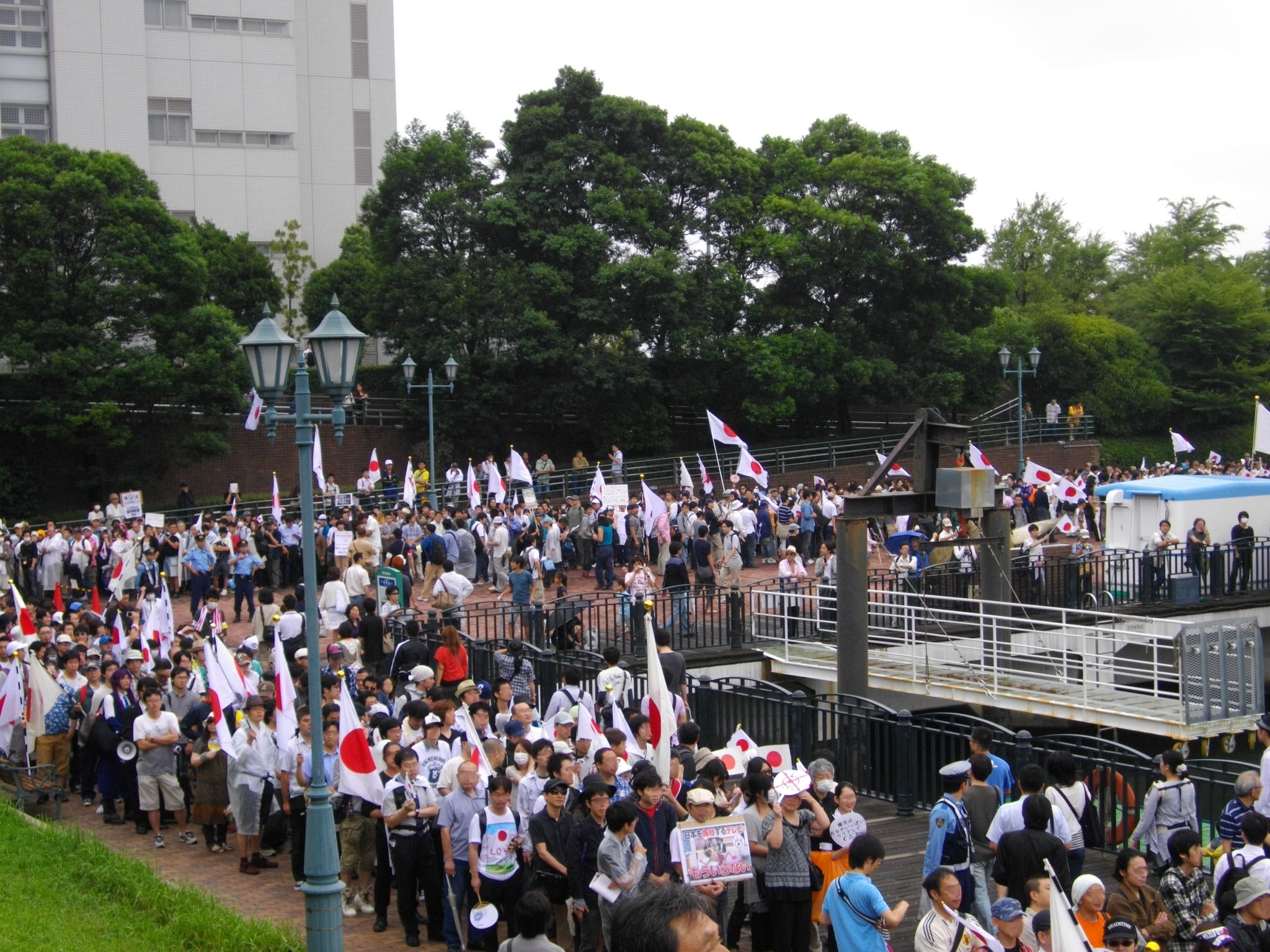
2011年8月21日舉辦的富士電視台抗議遊行

鹿內宏明在1992年被解任富士電視台會長職務後（前述），為降低鹿內家對富士產經集團的影響，富士電視台經營層積極籌備股票上市:28-29，並為滿足上市條件而令同為富士產經集團成員，但資產規模遠小於富士電視台的日本放送成為富士電視台大股東，產生母公司規模遠小於子公司的奇特局面。日本放送亦因這一局面而成為惡意收購的對象:29。2005年2月8日，堀江貴文的活力門公司耗資700億日元，獲得日本放送29.5%股權。加上之前已取得的股份，活力門共持有日本放送35%的股權，成為日本放送最大股東，可獲得富士電視台經營權。2月23日，時任日本放送社長龜淵昭信和時任富士電視台會長日枝久共同宣布富士電視台獲得日本放送4,720萬股的新股預約權，使得活力門即使購得當時日本放送全部既有股權，日本放送亦將成為富士電視台子公司。對此活力門提起訴訟，認為日本放送和富士電視台此舉屬於日本商法禁止的「為維持支配權或爭奪支配權而進行的新股發行」行為，要求日本放送停止這一行為。3月11日，東京地方裁判所認可了活力門要求日本放送停止發行新股的請求。對此日本放送雖進行抗告，但被東京高裁駁回，使得日本放送無法發行新股。但另一方面，活力門也表示凍結取得富士電視台股權的方針，轉為優先展開和富士產經集團的業務合作。4月18日，活力門和富士電視台達成和解，兩者進行業務合作，活力門將其所有的全部日本放送股權轉讓給富士電視台，富士電視台則對活力門進行出資。日本放送在該事件後成為富士電視台的子公司:354-355。在2006年活力門被爆出財務造假之後，富士電視台以95億日元的價格賣出其耗資440億日元購買的活力門股票，並發起訴訟，要求活力門賠償這一損失。最後該事件以活力門賠償富士電視台310.5億日元和解。

### 2011年富士電視台抗議遊行
2011年，演員高岡蒼甫在推特上發文批判富士電視台播放過多韓國節目，並且聲稱自己只要看到富士電視台播出和韓國有關內容時就轉台。這一事件迅即在日本最大網絡討論區2ch上引發關注，創下2ch歷代最多討論串紀錄。此後網民於同年8月7日在富士電視台總部展開遊行，抗議富士電視台播出過多韓國節目，並在體育新聞等節目中對韓國進行偏袒:153-157。抗議者還將抗議實況在Niconico動畫上直播。抗議者還呼籲抵制富士電視台節目，並對富士電視台主要廣告贊助商花王等企業亦展開抵制。8月21日，富士電視台附近再次發生遊行。因富士電視台一般多被視為偏保守陣營的電視台，因此這次遊行更加引發關注:151-153。富士電視台最初對這次遊行持冷淡態度，但在抗議升級至開始抵制主要贊助商後不得不做出回應:162-166。富士電視台廣報部否認其過於偏重韓流。而富士電視台員工也表示播出較多韓國電視劇僅僅是因為韓劇收視率尚可且費用低廉:160。該遊行後的一段時間內，富士電視台仍是網路右翼的攻擊目標。

### 木村花自殺事件
2020年5月，出演富士電視台與網飛合作製作節目《雙層公寓》的女子職業摔角手木村花因不堪網路霸凌自殺。事後富士電視台被爆出製作該節目時內容造假，以及通過過剩演出來煽動觀眾情緒以獲得收視率。木村花之母對放送倫理·番組向上機構提出調查要求，認為《雙層公寓》節目侵害人權。對此富士電視台在公司內部進行調查，承認對社交媒體上誹謗中傷的對應和對出演者心理的照顧有不足，但否認節目有造假行為。該事件發生之後，《雙層公寓》被停播。

### 外資持股比例問題
日本《放送法》規定，廣播控股公司的外國人股東的議決權比例不得超過20%。但在2021年3月，有媒體報道富士電視台的母公司富士媒體控股及日本電視台的母公司日本電視控股存在外資股東議決權比例超過20%的問題，可能抵觸《放送法》。富士媒體控股在同年4月承認在2012年9月至2014年3月期間，由於計算失誤，富士媒體控股旗下有子公司的外資議決權比例微幅超過20%，確有抵觸《放送法》。在4月8日舉辦的記者會上，富士媒體控股社長金光修表示曾向總務省口頭報告此事。
總務省表示因違反狀態已經解除，因此無法取消富士媒體控股的播出執照。總務省亦表示今後將加強對日本各電視企業的外資持股狀況的審查體制。

### 中居正广性侵事件
《周刊文春》在2024年12月报導稱，日本艺人中居正广在2023年6月時於富士电视台高层组织的饭局中性侵同席的富士電視台女性員工，被媒體稱為「性朝貢」（但《週刊文春》在2025年1月承認誤報，改口稱此次飯局並非富士電視台高層組織，而是中居正廣個人邀請）。2025年1月14日，富士媒體控股大股東之一的美商達爾頓投資要求富士電視台經營層對中居事件作出調查。1月17日，富士电视台社长港浩一在记者会上致歉，称在2023年6月已知悉中居事件，并表示将成立以第三方律师为中心的调查委员会。但此次記者會不開放未加入記者俱樂部的媒體參加，更禁止拍攝或直播。且港浩一在記者會上多次支吾其詞，未正面回答問題的次數超過30次，引起媒體與輿論強烈不滿。至1月21日，日本75家贊助商宣布暫停在富士電視台投放廣告。此事件亦引發投資者對富士電視台經營層資質的質疑，導致富士媒體控股股價出現劇烈波動。曾在2005年試圖獲得富士電視台經營權的堀江貴文亦高調再次大量購入富士媒體控股股票，宣稱要刷新富士電視台經營層。迫於大股東及輿論的壓力，富士電視台承諾委託第三者委員會調查事件真相，並在1月27日重新舉辦記者會，時長超過10小時。會長嘉納修治和社長港浩一也引咎辭職，社長職務由清水賢治接任。

## 註释
1. ↑  「三冠」指全日（6:00-24:00）、黃金時間（19:00-22:00）、晚間時段（19:00-23:00）三個時段皆獲得收視率第一。

## 外部連結
- 官方网站  （日語）
  - 富士電視台企業網站 （页面存档备份，存于）
- 富士電視台的Facebook專頁 （日語）
  - 富士電視台的Facebook專頁（繁體中文）
- 富士電視台的X（前Twitter） （日語）
- YouTube上的富士電視台頻道